# Brontosaurus
Brontosaurus (Marsh, 1879, il cui nome significa letteralmente "lucertola del tuono" - dal greco βροντή, brontē= tuono e σαῦρος, sauros= lucertola), è un genere estinto di dinosauro sauropode. In origine descritto e nominato da Othniel Charles Marsh, nel 1879, questo animale è stato a lungo considerato un sinonimo junior del ben noto Apatosaurus; infatti, nel 1903, la specie tipo di Brontosaurus, B. excelsus fu riclassificata come A. excelsus. Tuttavia, uno studio sui sauropodi del 2015, condotto da un gruppo di ricerca congiunto tra Inghilterra e Portogallo, ha concluso che Brontosaurus è da considerarsi come un genere a sé stante di sauropode, distinto da Apatosarus. Tuttavia, non tutti i paleontologi concordano con questa scissione.
Lo stesso studio ha inoltre classificato due nuove specie supplementari del genere, considerate da tempo come specie appartenenti al genere Apatosaurus; le due specie sono B. parvus e B. yahnahpin. Le specie di Brontosaurus vissero tutte tra 155,7-145,5 milioni d'anni fa, dal Kimmeridgiano al Titoniano, in quella che oggi è la Formazione Morrison, in Wyoming e Utah, Stati Uniti.
Grazie al suo archetipo, uno dei più completi tra i sauropodi, il brontosauro è uno dei dinosauri più conosciuti e famosi, nonostante la confusione tassonomica con l'apatosauro.

## Descrizione

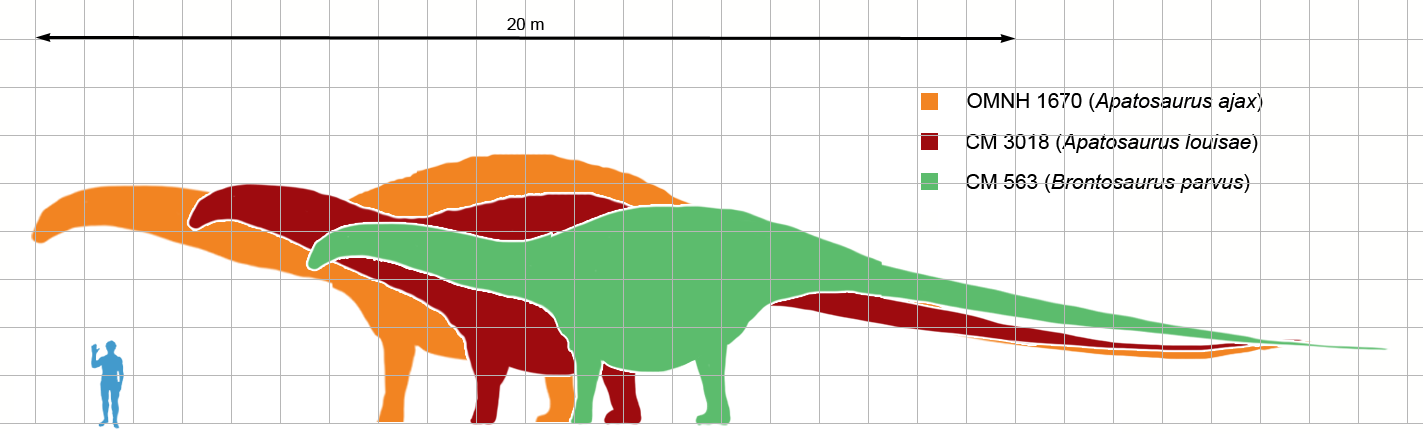
Comparazione delle specie di Apatosaurus e Brontosaurus: A. ajax (in arancione), A. louisae (in rosso) e B. excelsus (in verde)

Il brontosauro era un animale di grandi dimensioni, dotato di un lungo collo controbilanciato da un'altrettanto lunga coda a frusta; il tutto era sorretto da quattro grandi arti colonnari, con gli arti anteriori leggermente più corti di quelli posteriori. La specie più grande, B. excelsus, poteva arrivare a pesare fino a 15 tonnellate e misurare fino a 22 metri (72 piedi) dalla testa alla coda.
Non è mai stato ritrovato un cranio autentico di brontosauro, ma molto probabilmente doveva essere molto simile al teschio dell'apatosauro. Come quelle degli altri sauropodi, le vertebre del collo del brontosauro presentano una profonda biforcatura, ossia una coppia di spine parallele, un efficace modo per sorreggere il peso del lungo e largo collo. L'intera colonna vertebrale dell'animale era formata da ben 15 vertebre cervicali, 10 dorsali, 5 sacrali e 82 caudali. Tuttavia, il numero di vertebre caudali poteva variare da individuo a individuo, anche all'interno della stessa specie. Le vertebre cervicali erano eccezionalmente robuste rispetto a quelle di altri diplodocidi, sorpassate solamente da quelle di esemplari completamente sviluppati del genere Apatosaurus. Le costole dorsali sono libere e ben articolate, in quanto non sono fuse o strettamente collegate alle loro vertebre. Il grande collo era notevolmente alleggerito da varie sacche d'aria, per limitarne il peso sulle vertebre cervicali. Come per il suo parente più stretto apatosauro, anche il brontosauro possedeva spine neurali alte più della metà della singola vertebra.
La forma della coda era piuttosto insolita per un diplodocide, essendo relativamente snella, a causa delle spine vertebrali che diventano sempre più corte man mano che ci si avvicina alla fine della coda. Come negli altri sauropodi diplodocidi, la parte terminale della coda del brontosauro possedeva una struttura simile ad una frusta.
Le ossa degli arti erano incredibilmente robuste. Le ossa delle braccia erano molto forti, con l'omero molto rassomigliante a quello del Camarasaurus. Negli arti anteriori, l'animale aveva un unico grande artiglio, che probabilmente serviva come difesa contro i predatori o per scavare nel terreno.

## Classificazione

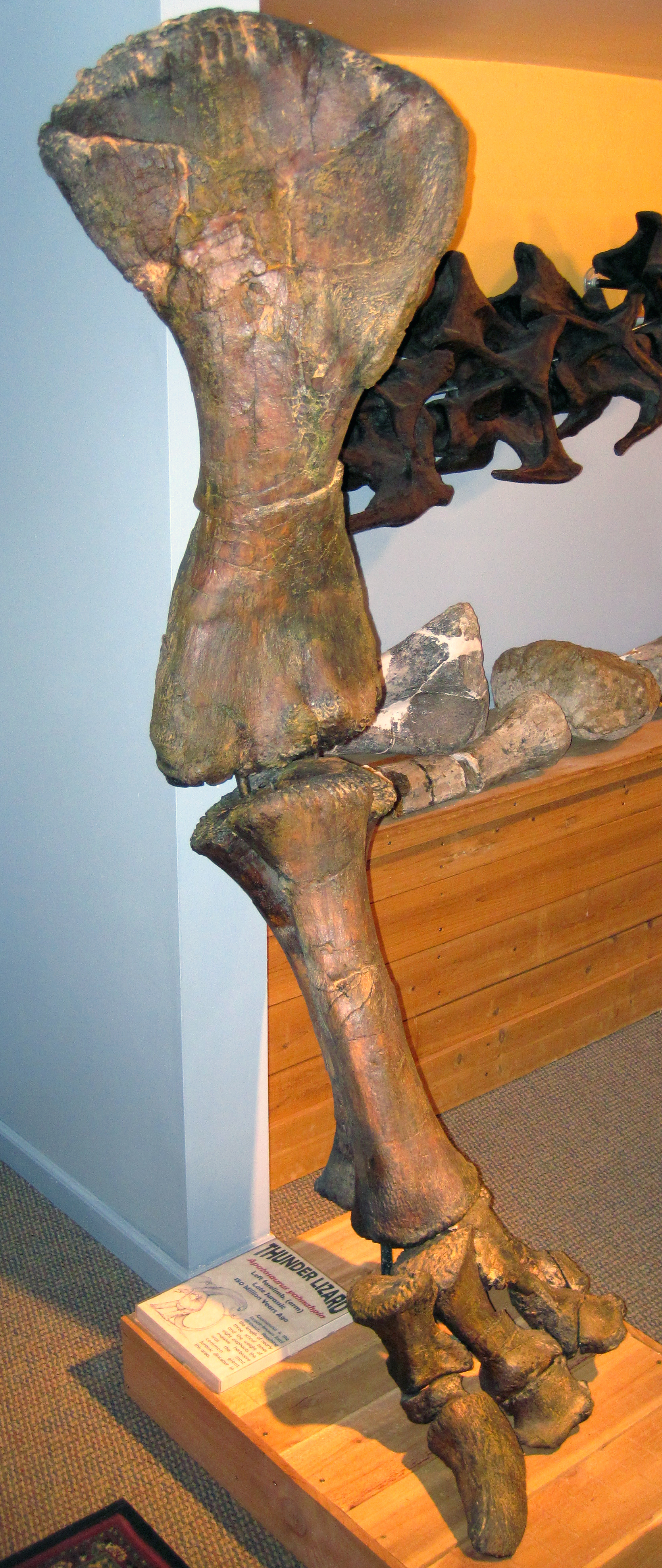
Arto anteriore sinistro di B. yahnahpin, al Morrison Natural History Museum

Il Brontosaurus fa parte della famiglia dei Diplodocidae, un clade di giganteschi dinosauri sauropodi caratterizzati da lunghi colli e code a frusta. Questa famiglia comprende alcune delle creature più grandi e lunghe mai esistite tra cui il famoso Diplodocus, il Supersaurus e il Barosaurus. Il Brontosaurus è inoltre classificato come appartenente alla sottofamiglia degli Apatosaurinae, che comprende anche il famoso Apatosaurus e, forse, altri due possibili generi privi di nome. Othniel Charles Marsh descrisse il Brontosaurus come un genere affine all'ormai defunto genere Atlantosaurus (oggi Apatosaurus), all'interno dell'ormai defunta famiglia degli Atlantosauridae. Nel 1878, Marsh rinnegò la sua precedente classificazione raggruppando tutta la famiglia al rango di sottordine, che comprendeva Apatosaurus, Brontosaurus, Atlantosaurus, Morosaurus (oggi Camarasaurus) e Diplodocus, riclassificandoli tutti come esponenti indefiniti dei Sauropoda. Nel 1903, Elmer S. Riggs affermò che il nome Sauropoda è un sinonimo junior dei nomi precedenti, e raggruppò i sopracitati sauropodi all'interno di Opisthocoelia (oggi sinonimo di Sauropoda). La maggior parte degli autori usano ancora Sauropode come nome del gruppo.
Il seguente cladogramma mostra la tassonomia di Diplocidae, secondo la riclassificazione dei sauropodi da parte di Tschopp, Mateus e Benson. (2015):
|  | Apatosaurus ajax    |
|  |                     |
|  | Apatosaurus louisae |
|  |                     |

|  | Brontosaurus excelsus                                                          |
|  |                                                                                |
|  | \| \| Brontosaurus yahnahpin \| \| \| \| \| \| Brontosaurus parvus \| \| \| \| |
|  |                                                                                |
|  | Brontosaurus yahnahpin                                                         |
|  |                                                                                |
|  | Brontosaurus parvus                                                            |
|  |                                                                                |

|  | Brontosaurus yahnahpin |
|  |                        |
|  | Brontosaurus parvus    |
|  |                        |

|  | Apatosaurus ajax    |
|  |                     |
|  | Apatosaurus louisae |
|  |                     |

|  | Brontosaurus excelsus                                                          |
|  |                                                                                |
|  | \| \| Brontosaurus yahnahpin \| \| \| \| \| \| Brontosaurus parvus \| \| \| \| |
|  |                                                                                |
|  | Brontosaurus yahnahpin                                                         |
|  |                                                                                |
|  | Brontosaurus parvus                                                            |
|  |                                                                                |

|  | Brontosaurus yahnahpin |
|  |                        |
|  | Brontosaurus parvus    |
|  |                        |

|  | Apatosaurus ajax    |
|  |                     |
|  | Apatosaurus louisae |
|  |                     |

|  | Brontosaurus excelsus                                                          |
|  |                                                                                |
|  | \| \| Brontosaurus yahnahpin \| \| \| \| \| \| Brontosaurus parvus \| \| \| \| |
|  |                                                                                |
|  | Brontosaurus yahnahpin                                                         |
|  |                                                                                |
|  | Brontosaurus parvus                                                            |
|  |                                                                                |

|  | Brontosaurus yahnahpin |
|  |                        |
|  | Brontosaurus parvus    |
|  |                        |

|  | Apatosaurus ajax    |
|  |                     |
|  | Apatosaurus louisae |
|  |                     |

|  | Brontosaurus excelsus                                                          |
|  |                                                                                |
|  | \| \| Brontosaurus yahnahpin \| \| \| \| \| \| Brontosaurus parvus \| \| \| \| |
|  |                                                                                |
|  | Brontosaurus yahnahpin                                                         |
|  |                                                                                |
|  | Brontosaurus parvus                                                            |
|  |                                                                                |

|  | Brontosaurus yahnahpin |
|  |                        |
|  | Brontosaurus parvus    |
|  |                        |

|  | Apatosaurus ajax    |
|  |                     |
|  | Apatosaurus louisae |
|  |                     |

|  | Brontosaurus excelsus                                                          |
|  |                                                                                |
|  | \| \| Brontosaurus yahnahpin \| \| \| \| \| \| Brontosaurus parvus \| \| \| \| |
|  |                                                                                |
|  | Brontosaurus yahnahpin                                                         |
|  |                                                                                |
|  | Brontosaurus parvus                                                            |
|  |                                                                                |

|  | Brontosaurus yahnahpin |
|  |                        |
|  | Brontosaurus parvus    |
|  |                        |

|  | Apatosaurus ajax    |
|  |                     |
|  | Apatosaurus louisae |
|  |                     |

|  | Brontosaurus excelsus                                                          |
|  |                                                                                |
|  | \| \| Brontosaurus yahnahpin \| \| \| \| \| \| Brontosaurus parvus \| \| \| \| |
|  |                                                                                |
|  | Brontosaurus yahnahpin                                                         |
|  |                                                                                |
|  | Brontosaurus parvus                                                            |
|  |                                                                                |

|  | Brontosaurus yahnahpin |
|  |                        |
|  | Brontosaurus parvus    |
|  |                        |

|  | Apatosaurus ajax    |
|  |                     |
|  | Apatosaurus louisae |
|  |                     |

|  | Brontosaurus excelsus                                                          |
|  |                                                                                |
|  | \| \| Brontosaurus yahnahpin \| \| \| \| \| \| Brontosaurus parvus \| \| \| \| |
|  |                                                                                |
|  | Brontosaurus yahnahpin                                                         |
|  |                                                                                |
|  | Brontosaurus parvus                                                            |
|  |                                                                                |

|  | Brontosaurus yahnahpin |
|  |                        |
|  | Brontosaurus parvus    |
|  |                        |

|  | Apatosaurus ajax    |
|  |                     |
|  | Apatosaurus louisae |
|  |                     |

|  | Brontosaurus excelsus                                                          |
|  |                                                                                |
|  | \| \| Brontosaurus yahnahpin \| \| \| \| \| \| Brontosaurus parvus \| \| \| \| |
|  |                                                                                |
|  | Brontosaurus yahnahpin                                                         |
|  |                                                                                |
|  | Brontosaurus parvus                                                            |
|  |                                                                                |

|  | Brontosaurus yahnahpin |
|  |                        |
|  | Brontosaurus parvus    |
|  |                        |

|  | Supersaurus lourinhanensis |
|  |                            |
|  | Supersaurus vivianae       |
|  |                            |

|  | Diplodocus carnegii |
|  |                     |
|  | Diplodocus hallorum |
|  |                     |

|  | Kaatedocus siberi |
|  |                   |
|  | Barosaurus lentus |
|  |                   |

|  | Diplodocus carnegii |
|  |                     |
|  | Diplodocus hallorum |
|  |                     |

|  | Kaatedocus siberi |
|  |                   |
|  | Barosaurus lentus |
|  |                   |

|  | Diplodocus carnegii |
|  |                     |
|  | Diplodocus hallorum |
|  |                     |

|  | Kaatedocus siberi |
|  |                   |
|  | Barosaurus lentus |
|  |                   |

|  | Diplodocus carnegii |
|  |                     |
|  | Diplodocus hallorum |
|  |                     |

|  | Kaatedocus siberi |
|  |                   |
|  | Barosaurus lentus |
|  |                   |

|  | Diplodocus carnegii |
|  |                     |
|  | Diplodocus hallorum |
|  |                     |

|  | Kaatedocus siberi |
|  |                   |
|  | Barosaurus lentus |
|  |                   |

|  | Diplodocus carnegii |
|  |                     |
|  | Diplodocus hallorum |
|  |                     |

|  | Kaatedocus siberi |
|  |                   |
|  | Barosaurus lentus |
|  |                   |

|  | Diplodocus carnegii |
|  |                     |
|  | Diplodocus hallorum |
|  |                     |

|  | Kaatedocus siberi |
|  |                   |
|  | Barosaurus lentus |
|  |                   |

|  | Diplodocus carnegii |
|  |                     |
|  | Diplodocus hallorum |
|  |                     |

|  | Kaatedocus siberi |
|  |                   |
|  | Barosaurus lentus |
|  |                   |

|  | Supersaurus lourinhanensis |
|  |                            |
|  | Supersaurus vivianae       |
|  |                            |

|  | Diplodocus carnegii |
|  |                     |
|  | Diplodocus hallorum |
|  |                     |

|  | Kaatedocus siberi |
|  |                   |
|  | Barosaurus lentus |
|  |                   |

|  | Diplodocus carnegii |
|  |                     |
|  | Diplodocus hallorum |
|  |                     |

|  | Kaatedocus siberi |
|  |                   |
|  | Barosaurus lentus |
|  |                   |

|  | Diplodocus carnegii |
|  |                     |
|  | Diplodocus hallorum |
|  |                     |

|  | Kaatedocus siberi |
|  |                   |
|  | Barosaurus lentus |
|  |                   |

|  | Diplodocus carnegii |
|  |                     |
|  | Diplodocus hallorum |
|  |                     |

|  | Kaatedocus siberi |
|  |                   |
|  | Barosaurus lentus |
|  |                   |

|  | Diplodocus carnegii |
|  |                     |
|  | Diplodocus hallorum |
|  |                     |

|  | Kaatedocus siberi |
|  |                   |
|  | Barosaurus lentus |
|  |                   |

|  | Diplodocus carnegii |
|  |                     |
|  | Diplodocus hallorum |
|  |                     |

|  | Kaatedocus siberi |
|  |                   |
|  | Barosaurus lentus |
|  |                   |

|  | Diplodocus carnegii |
|  |                     |
|  | Diplodocus hallorum |
|  |                     |

|  | Kaatedocus siberi |
|  |                   |
|  | Barosaurus lentus |
|  |                   |

|  | Diplodocus carnegii |
|  |                     |
|  | Diplodocus hallorum |
|  |                     |

|  | Kaatedocus siberi |
|  |                   |
|  | Barosaurus lentus |
|  |                   |

|  | Supersaurus lourinhanensis |
|  |                            |
|  | Supersaurus vivianae       |
|  |                            |

|  | Diplodocus carnegii |
|  |                     |
|  | Diplodocus hallorum |
|  |                     |

|  | Kaatedocus siberi |
|  |                   |
|  | Barosaurus lentus |
|  |                   |

|  | Diplodocus carnegii |
|  |                     |
|  | Diplodocus hallorum |
|  |                     |

|  | Kaatedocus siberi |
|  |                   |
|  | Barosaurus lentus |
|  |                   |

|  | Diplodocus carnegii |
|  |                     |
|  | Diplodocus hallorum |
|  |                     |

|  | Kaatedocus siberi |
|  |                   |
|  | Barosaurus lentus |
|  |                   |

|  | Diplodocus carnegii |
|  |                     |
|  | Diplodocus hallorum |
|  |                     |

|  | Kaatedocus siberi |
|  |                   |
|  | Barosaurus lentus |
|  |                   |

|  | Diplodocus carnegii |
|  |                     |
|  | Diplodocus hallorum |
|  |                     |

|  | Kaatedocus siberi |
|  |                   |
|  | Barosaurus lentus |
|  |                   |

|  | Diplodocus carnegii |
|  |                     |
|  | Diplodocus hallorum |
|  |                     |

|  | Kaatedocus siberi |
|  |                   |
|  | Barosaurus lentus |
|  |                   |

|  | Diplodocus carnegii |
|  |                     |
|  | Diplodocus hallorum |
|  |                     |

|  | Kaatedocus siberi |
|  |                   |
|  | Barosaurus lentus |
|  |                   |

|  | Diplodocus carnegii |
|  |                     |
|  | Diplodocus hallorum |
|  |                     |

|  | Kaatedocus siberi |
|  |                   |
|  | Barosaurus lentus |
|  |                   |

|  | Supersaurus lourinhanensis |
|  |                            |
|  | Supersaurus vivianae       |
|  |                            |

|  | Diplodocus carnegii |
|  |                     |
|  | Diplodocus hallorum |
|  |                     |

|  | Kaatedocus siberi |
|  |                   |
|  | Barosaurus lentus |
|  |                   |

|  | Diplodocus carnegii |
|  |                     |
|  | Diplodocus hallorum |
|  |                     |

|  | Kaatedocus siberi |
|  |                   |
|  | Barosaurus lentus |
|  |                   |

|  | Diplodocus carnegii |
|  |                     |
|  | Diplodocus hallorum |
|  |                     |

|  | Kaatedocus siberi |
|  |                   |
|  | Barosaurus lentus |
|  |                   |

|  | Diplodocus carnegii |
|  |                     |
|  | Diplodocus hallorum |
|  |                     |

|  | Kaatedocus siberi |
|  |                   |
|  | Barosaurus lentus |
|  |                   |

|  | Diplodocus carnegii |
|  |                     |
|  | Diplodocus hallorum |
|  |                     |

|  | Kaatedocus siberi |
|  |                   |
|  | Barosaurus lentus |
|  |                   |

|  | Diplodocus carnegii |
|  |                     |
|  | Diplodocus hallorum |
|  |                     |

|  | Kaatedocus siberi |
|  |                   |
|  | Barosaurus lentus |
|  |                   |

|  | Diplodocus carnegii |
|  |                     |
|  | Diplodocus hallorum |
|  |                     |

|  | Kaatedocus siberi |
|  |                   |
|  | Barosaurus lentus |
|  |                   |

|  | Diplodocus carnegii |
|  |                     |
|  | Diplodocus hallorum |
|  |                     |

|  | Kaatedocus siberi |
|  |                   |
|  | Barosaurus lentus |
|  |                   |

|  | Supersaurus lourinhanensis |
|  |                            |
|  | Supersaurus vivianae       |
|  |                            |

|  | Diplodocus carnegii |
|  |                     |
|  | Diplodocus hallorum |
|  |                     |

|  | Kaatedocus siberi |
|  |                   |
|  | Barosaurus lentus |
|  |                   |

|  | Diplodocus carnegii |
|  |                     |
|  | Diplodocus hallorum |
|  |                     |

|  | Kaatedocus siberi |
|  |                   |
|  | Barosaurus lentus |
|  |                   |

|  | Diplodocus carnegii |
|  |                     |
|  | Diplodocus hallorum |
|  |                     |

|  | Kaatedocus siberi |
|  |                   |
|  | Barosaurus lentus |
|  |                   |

|  | Diplodocus carnegii |
|  |                     |
|  | Diplodocus hallorum |
|  |                     |

|  | Kaatedocus siberi |
|  |                   |
|  | Barosaurus lentus |
|  |                   |

|  | Diplodocus carnegii |
|  |                     |
|  | Diplodocus hallorum |
|  |                     |

|  | Kaatedocus siberi |
|  |                   |
|  | Barosaurus lentus |
|  |                   |

|  | Diplodocus carnegii |
|  |                     |
|  | Diplodocus hallorum |
|  |                     |

|  | Kaatedocus siberi |
|  |                   |
|  | Barosaurus lentus |
|  |                   |

|  | Diplodocus carnegii |
|  |                     |
|  | Diplodocus hallorum |
|  |                     |

|  | Kaatedocus siberi |
|  |                   |
|  | Barosaurus lentus |
|  |                   |

|  | Diplodocus carnegii |
|  |                     |
|  | Diplodocus hallorum |
|  |                     |

|  | Kaatedocus siberi |
|  |                   |
|  | Barosaurus lentus |
|  |                   |

|  | Supersaurus lourinhanensis |
|  |                            |
|  | Supersaurus vivianae       |
|  |                            |

|  | Diplodocus carnegii |
|  |                     |
|  | Diplodocus hallorum |
|  |                     |

|  | Kaatedocus siberi |
|  |                   |
|  | Barosaurus lentus |
|  |                   |

|  | Diplodocus carnegii |
|  |                     |
|  | Diplodocus hallorum |
|  |                     |

|  | Kaatedocus siberi |
|  |                   |
|  | Barosaurus lentus |
|  |                   |

|  | Diplodocus carnegii |
|  |                     |
|  | Diplodocus hallorum |
|  |                     |

|  | Kaatedocus siberi |
|  |                   |
|  | Barosaurus lentus |
|  |                   |

|  | Diplodocus carnegii |
|  |                     |
|  | Diplodocus hallorum |
|  |                     |

|  | Kaatedocus siberi |
|  |                   |
|  | Barosaurus lentus |
|  |                   |

|  | Diplodocus carnegii |
|  |                     |
|  | Diplodocus hallorum |
|  |                     |

|  | Kaatedocus siberi |
|  |                   |
|  | Barosaurus lentus |
|  |                   |

|  | Diplodocus carnegii |
|  |                     |
|  | Diplodocus hallorum |
|  |                     |

|  | Kaatedocus siberi |
|  |                   |
|  | Barosaurus lentus |
|  |                   |

|  | Diplodocus carnegii |
|  |                     |
|  | Diplodocus hallorum |
|  |                     |

|  | Kaatedocus siberi |
|  |                   |
|  | Barosaurus lentus |
|  |                   |

|  | Diplodocus carnegii |
|  |                     |
|  | Diplodocus hallorum |
|  |                     |

|  | Kaatedocus siberi |
|  |                   |
|  | Barosaurus lentus |
|  |                   |

|  | Supersaurus lourinhanensis |
|  |                            |
|  | Supersaurus vivianae       |
|  |                            |

|  | Diplodocus carnegii |
|  |                     |
|  | Diplodocus hallorum |
|  |                     |

|  | Kaatedocus siberi |
|  |                   |
|  | Barosaurus lentus |
|  |                   |

|  | Diplodocus carnegii |
|  |                     |
|  | Diplodocus hallorum |
|  |                     |

|  | Kaatedocus siberi |
|  |                   |
|  | Barosaurus lentus |
|  |                   |

|  | Diplodocus carnegii |
|  |                     |
|  | Diplodocus hallorum |
|  |                     |

|  | Kaatedocus siberi |
|  |                   |
|  | Barosaurus lentus |
|  |                   |

|  | Diplodocus carnegii |
|  |                     |
|  | Diplodocus hallorum |
|  |                     |

|  | Kaatedocus siberi |
|  |                   |
|  | Barosaurus lentus |
|  |                   |

|  | Diplodocus carnegii |
|  |                     |
|  | Diplodocus hallorum |
|  |                     |

|  | Kaatedocus siberi |
|  |                   |
|  | Barosaurus lentus |
|  |                   |

|  | Diplodocus carnegii |
|  |                     |
|  | Diplodocus hallorum |
|  |                     |

|  | Kaatedocus siberi |
|  |                   |
|  | Barosaurus lentus |
|  |                   |

|  | Diplodocus carnegii |
|  |                     |
|  | Diplodocus hallorum |
|  |                     |

|  | Kaatedocus siberi |
|  |                   |
|  | Barosaurus lentus |
|  |                   |

|  | Diplodocus carnegii |
|  |                     |
|  | Diplodocus hallorum |
|  |                     |

|  | Kaatedocus siberi |
|  |                   |
|  | Barosaurus lentus |
|  |                   |

|  | Supersaurus lourinhanensis |
|  |                            |
|  | Supersaurus vivianae       |
|  |                            |

|  | Diplodocus carnegii |
|  |                     |
|  | Diplodocus hallorum |
|  |                     |

|  | Kaatedocus siberi |
|  |                   |
|  | Barosaurus lentus |
|  |                   |

|  | Diplodocus carnegii |
|  |                     |
|  | Diplodocus hallorum |
|  |                     |

|  | Kaatedocus siberi |
|  |                   |
|  | Barosaurus lentus |
|  |                   |

|  | Diplodocus carnegii |
|  |                     |
|  | Diplodocus hallorum |
|  |                     |

|  | Kaatedocus siberi |
|  |                   |
|  | Barosaurus lentus |
|  |                   |

|  | Diplodocus carnegii |
|  |                     |
|  | Diplodocus hallorum |
|  |                     |

|  | Kaatedocus siberi |
|  |                   |
|  | Barosaurus lentus |
|  |                   |

|  | Diplodocus carnegii |
|  |                     |
|  | Diplodocus hallorum |
|  |                     |

|  | Kaatedocus siberi |
|  |                   |
|  | Barosaurus lentus |
|  |                   |

|  | Diplodocus carnegii |
|  |                     |
|  | Diplodocus hallorum |
|  |                     |

|  | Kaatedocus siberi |
|  |                   |
|  | Barosaurus lentus |
|  |                   |

|  | Diplodocus carnegii |
|  |                     |
|  | Diplodocus hallorum |
|  |                     |

|  | Kaatedocus siberi |
|  |                   |
|  | Barosaurus lentus |
|  |                   |

|  | Diplodocus carnegii |
|  |                     |
|  | Diplodocus hallorum |
|  |                     |

|  | Kaatedocus siberi |
|  |                   |
|  | Barosaurus lentus |
|  |                   |

|  | Apatosaurus ajax    |
|  |                     |
|  | Apatosaurus louisae |
|  |                     |

|  | Brontosaurus excelsus                                                          |
|  |                                                                                |
|  | \| \| Brontosaurus yahnahpin \| \| \| \| \| \| Brontosaurus parvus \| \| \| \| |
|  |                                                                                |
|  | Brontosaurus yahnahpin                                                         |
|  |                                                                                |
|  | Brontosaurus parvus                                                            |
|  |                                                                                |

|  | Brontosaurus yahnahpin |
|  |                        |
|  | Brontosaurus parvus    |
|  |                        |

|  | Apatosaurus ajax    |
|  |                     |
|  | Apatosaurus louisae |
|  |                     |

|  | Brontosaurus excelsus                                                          |
|  |                                                                                |
|  | \| \| Brontosaurus yahnahpin \| \| \| \| \| \| Brontosaurus parvus \| \| \| \| |
|  |                                                                                |
|  | Brontosaurus yahnahpin                                                         |
|  |                                                                                |
|  | Brontosaurus parvus                                                            |
|  |                                                                                |

|  | Brontosaurus yahnahpin |
|  |                        |
|  | Brontosaurus parvus    |
|  |                        |

|  | Apatosaurus ajax    |
|  |                     |
|  | Apatosaurus louisae |
|  |                     |

|  | Brontosaurus excelsus                                                          |
|  |                                                                                |
|  | \| \| Brontosaurus yahnahpin \| \| \| \| \| \| Brontosaurus parvus \| \| \| \| |
|  |                                                                                |
|  | Brontosaurus yahnahpin                                                         |
|  |                                                                                |
|  | Brontosaurus parvus                                                            |
|  |                                                                                |

|  | Brontosaurus yahnahpin |
|  |                        |
|  | Brontosaurus parvus    |
|  |                        |

|  | Apatosaurus ajax    |
|  |                     |
|  | Apatosaurus louisae |
|  |                     |

|  | Brontosaurus excelsus                                                          |
|  |                                                                                |
|  | \| \| Brontosaurus yahnahpin \| \| \| \| \| \| Brontosaurus parvus \| \| \| \| |
|  |                                                                                |
|  | Brontosaurus yahnahpin                                                         |
|  |                                                                                |
|  | Brontosaurus parvus                                                            |
|  |                                                                                |

|  | Brontosaurus yahnahpin |
|  |                        |
|  | Brontosaurus parvus    |
|  |                        |

|  | Apatosaurus ajax    |
|  |                     |
|  | Apatosaurus louisae |
|  |                     |

|  | Brontosaurus excelsus                                                          |
|  |                                                                                |
|  | \| \| Brontosaurus yahnahpin \| \| \| \| \| \| Brontosaurus parvus \| \| \| \| |
|  |                                                                                |
|  | Brontosaurus yahnahpin                                                         |
|  |                                                                                |
|  | Brontosaurus parvus                                                            |
|  |                                                                                |

|  | Brontosaurus yahnahpin |
|  |                        |
|  | Brontosaurus parvus    |
|  |                        |

|  | Apatosaurus ajax    |
|  |                     |
|  | Apatosaurus louisae |
|  |                     |

|  | Brontosaurus excelsus                                                          |
|  |                                                                                |
|  | \| \| Brontosaurus yahnahpin \| \| \| \| \| \| Brontosaurus parvus \| \| \| \| |
|  |                                                                                |
|  | Brontosaurus yahnahpin                                                         |
|  |                                                                                |
|  | Brontosaurus parvus                                                            |
|  |                                                                                |

|  | Brontosaurus yahnahpin |
|  |                        |
|  | Brontosaurus parvus    |
|  |                        |

|  | Apatosaurus ajax    |
|  |                     |
|  | Apatosaurus louisae |
|  |                     |

|  | Brontosaurus excelsus                                                          |
|  |                                                                                |
|  | \| \| Brontosaurus yahnahpin \| \| \| \| \| \| Brontosaurus parvus \| \| \| \| |
|  |                                                                                |
|  | Brontosaurus yahnahpin                                                         |
|  |                                                                                |
|  | Brontosaurus parvus                                                            |
|  |                                                                                |

|  | Brontosaurus yahnahpin |
|  |                        |
|  | Brontosaurus parvus    |
|  |                        |

|  | Apatosaurus ajax    |
|  |                     |
|  | Apatosaurus louisae |
|  |                     |

|  | Brontosaurus excelsus                                                          |
|  |                                                                                |
|  | \| \| Brontosaurus yahnahpin \| \| \| \| \| \| Brontosaurus parvus \| \| \| \| |
|  |                                                                                |
|  | Brontosaurus yahnahpin                                                         |
|  |                                                                                |
|  | Brontosaurus parvus                                                            |
|  |                                                                                |

|  | Brontosaurus yahnahpin |
|  |                        |
|  | Brontosaurus parvus    |
|  |                        |

|  | Supersaurus lourinhanensis |
|  |                            |
|  | Supersaurus vivianae       |
|  |                            |

|  | Diplodocus carnegii |
|  |                     |
|  | Diplodocus hallorum |
|  |                     |

|  | Kaatedocus siberi |
|  |                   |
|  | Barosaurus lentus |
|  |                   |

|  | Diplodocus carnegii |
|  |                     |
|  | Diplodocus hallorum |
|  |                     |

|  | Kaatedocus siberi |
|  |                   |
|  | Barosaurus lentus |
|  |                   |

|  | Diplodocus carnegii |
|  |                     |
|  | Diplodocus hallorum |
|  |                     |

|  | Kaatedocus siberi |
|  |                   |
|  | Barosaurus lentus |
|  |                   |

|  | Diplodocus carnegii |
|  |                     |
|  | Diplodocus hallorum |
|  |                     |

|  | Kaatedocus siberi |
|  |                   |
|  | Barosaurus lentus |
|  |                   |

|  | Diplodocus carnegii |
|  |                     |
|  | Diplodocus hallorum |
|  |                     |

|  | Kaatedocus siberi |
|  |                   |
|  | Barosaurus lentus |
|  |                   |

|  | Diplodocus carnegii |
|  |                     |
|  | Diplodocus hallorum |
|  |                     |

|  | Kaatedocus siberi |
|  |                   |
|  | Barosaurus lentus |
|  |                   |

|  | Diplodocus carnegii |
|  |                     |
|  | Diplodocus hallorum |
|  |                     |

|  | Kaatedocus siberi |
|  |                   |
|  | Barosaurus lentus |
|  |                   |

|  | Diplodocus carnegii |
|  |                     |
|  | Diplodocus hallorum |
|  |                     |

|  | Kaatedocus siberi |
|  |                   |
|  | Barosaurus lentus |
|  |                   |

|  | Supersaurus lourinhanensis |
|  |                            |
|  | Supersaurus vivianae       |
|  |                            |

|  | Diplodocus carnegii |
|  |                     |
|  | Diplodocus hallorum |
|  |                     |

|  | Kaatedocus siberi |
|  |                   |
|  | Barosaurus lentus |
|  |                   |

|  | Diplodocus carnegii |
|  |                     |
|  | Diplodocus hallorum |
|  |                     |

|  | Kaatedocus siberi |
|  |                   |
|  | Barosaurus lentus |
|  |                   |

|  | Diplodocus carnegii |
|  |                     |
|  | Diplodocus hallorum |
|  |                     |

|  | Kaatedocus siberi |
|  |                   |
|  | Barosaurus lentus |
|  |                   |

|  | Diplodocus carnegii |
|  |                     |
|  | Diplodocus hallorum |
|  |                     |

|  | Kaatedocus siberi |
|  |                   |
|  | Barosaurus lentus |
|  |                   |

|  | Diplodocus carnegii |
|  |                     |
|  | Diplodocus hallorum |
|  |                     |

|  | Kaatedocus siberi |
|  |                   |
|  | Barosaurus lentus |
|  |                   |

|  | Diplodocus carnegii |
|  |                     |
|  | Diplodocus hallorum |
|  |                     |

|  | Kaatedocus siberi |
|  |                   |
|  | Barosaurus lentus |
|  |                   |

|  | Diplodocus carnegii |
|  |                     |
|  | Diplodocus hallorum |
|  |                     |

|  | Kaatedocus siberi |
|  |                   |
|  | Barosaurus lentus |
|  |                   |

|  | Diplodocus carnegii |
|  |                     |
|  | Diplodocus hallorum |
|  |                     |

|  | Kaatedocus siberi |
|  |                   |
|  | Barosaurus lentus |
|  |                   |

|  | Supersaurus lourinhanensis |
|  |                            |
|  | Supersaurus vivianae       |
|  |                            |

|  | Diplodocus carnegii |
|  |                     |
|  | Diplodocus hallorum |
|  |                     |

|  | Kaatedocus siberi |
|  |                   |
|  | Barosaurus lentus |
|  |                   |

|  | Diplodocus carnegii |
|  |                     |
|  | Diplodocus hallorum |
|  |                     |

|  | Kaatedocus siberi |
|  |                   |
|  | Barosaurus lentus |
|  |                   |

|  | Diplodocus carnegii |
|  |                     |
|  | Diplodocus hallorum |
|  |                     |

|  | Kaatedocus siberi |
|  |                   |
|  | Barosaurus lentus |
|  |                   |

|  | Diplodocus carnegii |
|  |                     |
|  | Diplodocus hallorum |
|  |                     |

|  | Kaatedocus siberi |
|  |                   |
|  | Barosaurus lentus |
|  |                   |

|  | Diplodocus carnegii |
|  |                     |
|  | Diplodocus hallorum |
|  |                     |

|  | Kaatedocus siberi |
|  |                   |
|  | Barosaurus lentus |
|  |                   |

|  | Diplodocus carnegii |
|  |                     |
|  | Diplodocus hallorum |
|  |                     |

|  | Kaatedocus siberi |
|  |                   |
|  | Barosaurus lentus |
|  |                   |

|  | Diplodocus carnegii |
|  |                     |
|  | Diplodocus hallorum |
|  |                     |

|  | Kaatedocus siberi |
|  |                   |
|  | Barosaurus lentus |
|  |                   |

|  | Diplodocus carnegii |
|  |                     |
|  | Diplodocus hallorum |
|  |                     |

|  | Kaatedocus siberi |
|  |                   |
|  | Barosaurus lentus |
|  |                   |

|  | Supersaurus lourinhanensis |
|  |                            |
|  | Supersaurus vivianae       |
|  |                            |

|  | Diplodocus carnegii |
|  |                     |
|  | Diplodocus hallorum |
|  |                     |

|  | Kaatedocus siberi |
|  |                   |
|  | Barosaurus lentus |
|  |                   |

|  | Diplodocus carnegii |
|  |                     |
|  | Diplodocus hallorum |
|  |                     |

|  | Kaatedocus siberi |
|  |                   |
|  | Barosaurus lentus |
|  |                   |

|  | Diplodocus carnegii |
|  |                     |
|  | Diplodocus hallorum |
|  |                     |

|  | Kaatedocus siberi |
|  |                   |
|  | Barosaurus lentus |
|  |                   |

|  | Diplodocus carnegii |
|  |                     |
|  | Diplodocus hallorum |
|  |                     |

|  | Kaatedocus siberi |
|  |                   |
|  | Barosaurus lentus |
|  |                   |

|  | Diplodocus carnegii |
|  |                     |
|  | Diplodocus hallorum |
|  |                     |

|  | Kaatedocus siberi |
|  |                   |
|  | Barosaurus lentus |
|  |                   |

|  | Diplodocus carnegii |
|  |                     |
|  | Diplodocus hallorum |
|  |                     |

|  | Kaatedocus siberi |
|  |                   |
|  | Barosaurus lentus |
|  |                   |

|  | Diplodocus carnegii |
|  |                     |
|  | Diplodocus hallorum |
|  |                     |

|  | Kaatedocus siberi |
|  |                   |
|  | Barosaurus lentus |
|  |                   |

|  | Diplodocus carnegii |
|  |                     |
|  | Diplodocus hallorum |
|  |                     |

|  | Kaatedocus siberi |
|  |                   |
|  | Barosaurus lentus |
|  |                   |

|  | Supersaurus lourinhanensis |
|  |                            |
|  | Supersaurus vivianae       |
|  |                            |

|  | Diplodocus carnegii |
|  |                     |
|  | Diplodocus hallorum |
|  |                     |

|  | Kaatedocus siberi |
|  |                   |
|  | Barosaurus lentus |
|  |                   |

|  | Diplodocus carnegii |
|  |                     |
|  | Diplodocus hallorum |
|  |                     |

|  | Kaatedocus siberi |
|  |                   |
|  | Barosaurus lentus |
|  |                   |

|  | Diplodocus carnegii |
|  |                     |
|  | Diplodocus hallorum |
|  |                     |

|  | Kaatedocus siberi |
|  |                   |
|  | Barosaurus lentus |
|  |                   |

|  | Diplodocus carnegii |
|  |                     |
|  | Diplodocus hallorum |
|  |                     |

|  | Kaatedocus siberi |
|  |                   |
|  | Barosaurus lentus |
|  |                   |

|  | Diplodocus carnegii |
|  |                     |
|  | Diplodocus hallorum |
|  |                     |

|  | Kaatedocus siberi |
|  |                   |
|  | Barosaurus lentus |
|  |                   |

|  | Diplodocus carnegii |
|  |                     |
|  | Diplodocus hallorum |
|  |                     |

|  | Kaatedocus siberi |
|  |                   |
|  | Barosaurus lentus |
|  |                   |

|  | Diplodocus carnegii |
|  |                     |
|  | Diplodocus hallorum |
|  |                     |

|  | Kaatedocus siberi |
|  |                   |
|  | Barosaurus lentus |
|  |                   |

|  | Diplodocus carnegii |
|  |                     |
|  | Diplodocus hallorum |
|  |                     |

|  | Kaatedocus siberi |
|  |                   |
|  | Barosaurus lentus |
|  |                   |

|  | Supersaurus lourinhanensis |
|  |                            |
|  | Supersaurus vivianae       |
|  |                            |

|  | Diplodocus carnegii |
|  |                     |
|  | Diplodocus hallorum |
|  |                     |

|  | Kaatedocus siberi |
|  |                   |
|  | Barosaurus lentus |
|  |                   |

|  | Diplodocus carnegii |
|  |                     |
|  | Diplodocus hallorum |
|  |                     |

|  | Kaatedocus siberi |
|  |                   |
|  | Barosaurus lentus |
|  |                   |

|  | Diplodocus carnegii |
|  |                     |
|  | Diplodocus hallorum |
|  |                     |

|  | Kaatedocus siberi |
|  |                   |
|  | Barosaurus lentus |
|  |                   |

|  | Diplodocus carnegii |
|  |                     |
|  | Diplodocus hallorum |
|  |                     |

|  | Kaatedocus siberi |
|  |                   |
|  | Barosaurus lentus |
|  |                   |

|  | Diplodocus carnegii |
|  |                     |
|  | Diplodocus hallorum |
|  |                     |

|  | Kaatedocus siberi |
|  |                   |
|  | Barosaurus lentus |
|  |                   |

|  | Diplodocus carnegii |
|  |                     |
|  | Diplodocus hallorum |
|  |                     |

|  | Kaatedocus siberi |
|  |                   |
|  | Barosaurus lentus |
|  |                   |

|  | Diplodocus carnegii |
|  |                     |
|  | Diplodocus hallorum |
|  |                     |

|  | Kaatedocus siberi |
|  |                   |
|  | Barosaurus lentus |
|  |                   |

|  | Diplodocus carnegii |
|  |                     |
|  | Diplodocus hallorum |
|  |                     |

|  | Kaatedocus siberi |
|  |                   |
|  | Barosaurus lentus |
|  |                   |

|  | Supersaurus lourinhanensis |
|  |                            |
|  | Supersaurus vivianae       |
|  |                            |

|  | Diplodocus carnegii |
|  |                     |
|  | Diplodocus hallorum |
|  |                     |

|  | Kaatedocus siberi |
|  |                   |
|  | Barosaurus lentus |
|  |                   |

|  | Diplodocus carnegii |
|  |                     |
|  | Diplodocus hallorum |
|  |                     |

|  | Kaatedocus siberi |
|  |                   |
|  | Barosaurus lentus |
|  |                   |

|  | Diplodocus carnegii |
|  |                     |
|  | Diplodocus hallorum |
|  |                     |

|  | Kaatedocus siberi |
|  |                   |
|  | Barosaurus lentus |
|  |                   |

|  | Diplodocus carnegii |
|  |                     |
|  | Diplodocus hallorum |
|  |                     |

|  | Kaatedocus siberi |
|  |                   |
|  | Barosaurus lentus |
|  |                   |

|  | Diplodocus carnegii |
|  |                     |
|  | Diplodocus hallorum |
|  |                     |

|  | Kaatedocus siberi |
|  |                   |
|  | Barosaurus lentus |
|  |                   |

|  | Diplodocus carnegii |
|  |                     |
|  | Diplodocus hallorum |
|  |                     |

|  | Kaatedocus siberi |
|  |                   |
|  | Barosaurus lentus |
|  |                   |

|  | Diplodocus carnegii |
|  |                     |
|  | Diplodocus hallorum |
|  |                     |

|  | Kaatedocus siberi |
|  |                   |
|  | Barosaurus lentus |
|  |                   |

|  | Diplodocus carnegii |
|  |                     |
|  | Diplodocus hallorum |
|  |                     |

|  | Kaatedocus siberi |
|  |                   |
|  | Barosaurus lentus |
|  |                   |

|  | Supersaurus lourinhanensis |
|  |                            |
|  | Supersaurus vivianae       |
|  |                            |

|  | Diplodocus carnegii |
|  |                     |
|  | Diplodocus hallorum |
|  |                     |

|  | Kaatedocus siberi |
|  |                   |
|  | Barosaurus lentus |
|  |                   |

|  | Diplodocus carnegii |
|  |                     |
|  | Diplodocus hallorum |
|  |                     |

|  | Kaatedocus siberi |
|  |                   |
|  | Barosaurus lentus |
|  |                   |

|  | Diplodocus carnegii |
|  |                     |
|  | Diplodocus hallorum |
|  |                     |

|  | Kaatedocus siberi |
|  |                   |
|  | Barosaurus lentus |
|  |                   |

|  | Diplodocus carnegii |
|  |                     |
|  | Diplodocus hallorum |
|  |                     |

|  | Kaatedocus siberi |
|  |                   |
|  | Barosaurus lentus |
|  |                   |

|  | Diplodocus carnegii |
|  |                     |
|  | Diplodocus hallorum |
|  |                     |

|  | Kaatedocus siberi |
|  |                   |
|  | Barosaurus lentus |
|  |                   |

|  | Diplodocus carnegii |
|  |                     |
|  | Diplodocus hallorum |
|  |                     |

|  | Kaatedocus siberi |
|  |                   |
|  | Barosaurus lentus |
|  |                   |

|  | Diplodocus carnegii |
|  |                     |
|  | Diplodocus hallorum |
|  |                     |

|  | Kaatedocus siberi |
|  |                   |
|  | Barosaurus lentus |
|  |                   |

|  | Diplodocus carnegii |
|  |                     |
|  | Diplodocus hallorum |
|  |                     |

|  | Kaatedocus siberi |
|  |                   |
|  | Barosaurus lentus |
|  |                   |

|  | Apatosaurus ajax    |
|  |                     |
|  | Apatosaurus louisae |
|  |                     |

|  | Brontosaurus excelsus                                                          |
|  |                                                                                |
|  | \| \| Brontosaurus yahnahpin \| \| \| \| \| \| Brontosaurus parvus \| \| \| \| |
|  |                                                                                |
|  | Brontosaurus yahnahpin                                                         |
|  |                                                                                |
|  | Brontosaurus parvus                                                            |
|  |                                                                                |

|  | Brontosaurus yahnahpin |
|  |                        |
|  | Brontosaurus parvus    |
|  |                        |

|  | Apatosaurus ajax    |
|  |                     |
|  | Apatosaurus louisae |
|  |                     |

|  | Brontosaurus excelsus                                                          |
|  |                                                                                |
|  | \| \| Brontosaurus yahnahpin \| \| \| \| \| \| Brontosaurus parvus \| \| \| \| |
|  |                                                                                |
|  | Brontosaurus yahnahpin                                                         |
|  |                                                                                |
|  | Brontosaurus parvus                                                            |
|  |                                                                                |

|  | Brontosaurus yahnahpin |
|  |                        |
|  | Brontosaurus parvus    |
|  |                        |

|  | Apatosaurus ajax    |
|  |                     |
|  | Apatosaurus louisae |
|  |                     |

|  | Brontosaurus excelsus                                                          |
|  |                                                                                |
|  | \| \| Brontosaurus yahnahpin \| \| \| \| \| \| Brontosaurus parvus \| \| \| \| |
|  |                                                                                |
|  | Brontosaurus yahnahpin                                                         |
|  |                                                                                |
|  | Brontosaurus parvus                                                            |
|  |                                                                                |

|  | Brontosaurus yahnahpin |
|  |                        |
|  | Brontosaurus parvus    |
|  |                        |

|  | Apatosaurus ajax    |
|  |                     |
|  | Apatosaurus louisae |
|  |                     |

|  | Brontosaurus excelsus                                                          |
|  |                                                                                |
|  | \| \| Brontosaurus yahnahpin \| \| \| \| \| \| Brontosaurus parvus \| \| \| \| |
|  |                                                                                |
|  | Brontosaurus yahnahpin                                                         |
|  |                                                                                |
|  | Brontosaurus parvus                                                            |
|  |                                                                                |

|  | Brontosaurus yahnahpin |
|  |                        |
|  | Brontosaurus parvus    |
|  |                        |

|  | Apatosaurus ajax    |
|  |                     |
|  | Apatosaurus louisae |
|  |                     |

|  | Brontosaurus excelsus                                                          |
|  |                                                                                |
|  | \| \| Brontosaurus yahnahpin \| \| \| \| \| \| Brontosaurus parvus \| \| \| \| |
|  |                                                                                |
|  | Brontosaurus yahnahpin                                                         |
|  |                                                                                |
|  | Brontosaurus parvus                                                            |
|  |                                                                                |

|  | Brontosaurus yahnahpin |
|  |                        |
|  | Brontosaurus parvus    |
|  |                        |

|  | Apatosaurus ajax    |
|  |                     |
|  | Apatosaurus louisae |
|  |                     |

|  | Brontosaurus excelsus                                                          |
|  |                                                                                |
|  | \| \| Brontosaurus yahnahpin \| \| \| \| \| \| Brontosaurus parvus \| \| \| \| |
|  |                                                                                |
|  | Brontosaurus yahnahpin                                                         |
|  |                                                                                |
|  | Brontosaurus parvus                                                            |
|  |                                                                                |

|  | Brontosaurus yahnahpin |
|  |                        |
|  | Brontosaurus parvus    |
|  |                        |

|  | Apatosaurus ajax    |
|  |                     |
|  | Apatosaurus louisae |
|  |                     |

|  | Brontosaurus excelsus                                                          |
|  |                                                                                |
|  | \| \| Brontosaurus yahnahpin \| \| \| \| \| \| Brontosaurus parvus \| \| \| \| |
|  |                                                                                |
|  | Brontosaurus yahnahpin                                                         |
|  |                                                                                |
|  | Brontosaurus parvus                                                            |
|  |                                                                                |

|  | Brontosaurus yahnahpin |
|  |                        |
|  | Brontosaurus parvus    |
|  |                        |

|  | Apatosaurus ajax    |
|  |                     |
|  | Apatosaurus louisae |
|  |                     |

|  | Brontosaurus excelsus                                                          |
|  |                                                                                |
|  | \| \| Brontosaurus yahnahpin \| \| \| \| \| \| Brontosaurus parvus \| \| \| \| |
|  |                                                                                |
|  | Brontosaurus yahnahpin                                                         |
|  |                                                                                |
|  | Brontosaurus parvus                                                            |
|  |                                                                                |

|  | Brontosaurus yahnahpin |
|  |                        |
|  | Brontosaurus parvus    |
|  |                        |

|  | Supersaurus lourinhanensis |
|  |                            |
|  | Supersaurus vivianae       |
|  |                            |

|  | Diplodocus carnegii |
|  |                     |
|  | Diplodocus hallorum |
|  |                     |

|  | Kaatedocus siberi |
|  |                   |
|  | Barosaurus lentus |
|  |                   |

|  | Diplodocus carnegii |
|  |                     |
|  | Diplodocus hallorum |
|  |                     |

|  | Kaatedocus siberi |
|  |                   |
|  | Barosaurus lentus |
|  |                   |

|  | Diplodocus carnegii |
|  |                     |
|  | Diplodocus hallorum |
|  |                     |

|  | Kaatedocus siberi |
|  |                   |
|  | Barosaurus lentus |
|  |                   |

|  | Diplodocus carnegii |
|  |                     |
|  | Diplodocus hallorum |
|  |                     |

|  | Kaatedocus siberi |
|  |                   |
|  | Barosaurus lentus |
|  |                   |

|  | Diplodocus carnegii |
|  |                     |
|  | Diplodocus hallorum |
|  |                     |

|  | Kaatedocus siberi |
|  |                   |
|  | Barosaurus lentus |
|  |                   |

|  | Diplodocus carnegii |
|  |                     |
|  | Diplodocus hallorum |
|  |                     |

|  | Kaatedocus siberi |
|  |                   |
|  | Barosaurus lentus |
|  |                   |

|  | Diplodocus carnegii |
|  |                     |
|  | Diplodocus hallorum |
|  |                     |

|  | Kaatedocus siberi |
|  |                   |
|  | Barosaurus lentus |
|  |                   |

|  | Diplodocus carnegii |
|  |                     |
|  | Diplodocus hallorum |
|  |                     |

|  | Kaatedocus siberi |
|  |                   |
|  | Barosaurus lentus |
|  |                   |

|  | Supersaurus lourinhanensis |
|  |                            |
|  | Supersaurus vivianae       |
|  |                            |

|  | Diplodocus carnegii |
|  |                     |
|  | Diplodocus hallorum |
|  |                     |

|  | Kaatedocus siberi |
|  |                   |
|  | Barosaurus lentus |
|  |                   |

|  | Diplodocus carnegii |
|  |                     |
|  | Diplodocus hallorum |
|  |                     |

|  | Kaatedocus siberi |
|  |                   |
|  | Barosaurus lentus |
|  |                   |

|  | Diplodocus carnegii |
|  |                     |
|  | Diplodocus hallorum |
|  |                     |

|  | Kaatedocus siberi |
|  |                   |
|  | Barosaurus lentus |
|  |                   |

|  | Diplodocus carnegii |
|  |                     |
|  | Diplodocus hallorum |
|  |                     |

|  | Kaatedocus siberi |
|  |                   |
|  | Barosaurus lentus |
|  |                   |

|  | Diplodocus carnegii |
|  |                     |
|  | Diplodocus hallorum |
|  |                     |

|  | Kaatedocus siberi |
|  |                   |
|  | Barosaurus lentus |
|  |                   |

|  | Diplodocus carnegii |
|  |                     |
|  | Diplodocus hallorum |
|  |                     |

|  | Kaatedocus siberi |
|  |                   |
|  | Barosaurus lentus |
|  |                   |

|  | Diplodocus carnegii |
|  |                     |
|  | Diplodocus hallorum |
|  |                     |

|  | Kaatedocus siberi |
|  |                   |
|  | Barosaurus lentus |
|  |                   |

|  | Diplodocus carnegii |
|  |                     |
|  | Diplodocus hallorum |
|  |                     |

|  | Kaatedocus siberi |
|  |                   |
|  | Barosaurus lentus |
|  |                   |

|  | Supersaurus lourinhanensis |
|  |                            |
|  | Supersaurus vivianae       |
|  |                            |

|  | Diplodocus carnegii |
|  |                     |
|  | Diplodocus hallorum |
|  |                     |

|  | Kaatedocus siberi |
|  |                   |
|  | Barosaurus lentus |
|  |                   |

|  | Diplodocus carnegii |
|  |                     |
|  | Diplodocus hallorum |
|  |                     |

|  | Kaatedocus siberi |
|  |                   |
|  | Barosaurus lentus |
|  |                   |

|  | Diplodocus carnegii |
|  |                     |
|  | Diplodocus hallorum |
|  |                     |

|  | Kaatedocus siberi |
|  |                   |
|  | Barosaurus lentus |
|  |                   |

|  | Diplodocus carnegii |
|  |                     |
|  | Diplodocus hallorum |
|  |                     |

|  | Kaatedocus siberi |
|  |                   |
|  | Barosaurus lentus |
|  |                   |

|  | Diplodocus carnegii |
|  |                     |
|  | Diplodocus hallorum |
|  |                     |

|  | Kaatedocus siberi |
|  |                   |
|  | Barosaurus lentus |
|  |                   |

|  | Diplodocus carnegii |
|  |                     |
|  | Diplodocus hallorum |
|  |                     |

|  | Kaatedocus siberi |
|  |                   |
|  | Barosaurus lentus |
|  |                   |

|  | Diplodocus carnegii |
|  |                     |
|  | Diplodocus hallorum |
|  |                     |

|  | Kaatedocus siberi |
|  |                   |
|  | Barosaurus lentus |
|  |                   |

|  | Diplodocus carnegii |
|  |                     |
|  | Diplodocus hallorum |
|  |                     |

|  | Kaatedocus siberi |
|  |                   |
|  | Barosaurus lentus |
|  |                   |

|  | Supersaurus lourinhanensis |
|  |                            |
|  | Supersaurus vivianae       |
|  |                            |

|  | Diplodocus carnegii |
|  |                     |
|  | Diplodocus hallorum |
|  |                     |

|  | Kaatedocus siberi |
|  |                   |
|  | Barosaurus lentus |
|  |                   |

|  | Diplodocus carnegii |
|  |                     |
|  | Diplodocus hallorum |
|  |                     |

|  | Kaatedocus siberi |
|  |                   |
|  | Barosaurus lentus |
|  |                   |

|  | Diplodocus carnegii |
|  |                     |
|  | Diplodocus hallorum |
|  |                     |

|  | Kaatedocus siberi |
|  |                   |
|  | Barosaurus lentus |
|  |                   |

|  | Diplodocus carnegii |
|  |                     |
|  | Diplodocus hallorum |
|  |                     |

|  | Kaatedocus siberi |
|  |                   |
|  | Barosaurus lentus |
|  |                   |

|  | Diplodocus carnegii |
|  |                     |
|  | Diplodocus hallorum |
|  |                     |

|  | Kaatedocus siberi |
|  |                   |
|  | Barosaurus lentus |
|  |                   |

|  | Diplodocus carnegii |
|  |                     |
|  | Diplodocus hallorum |
|  |                     |

|  | Kaatedocus siberi |
|  |                   |
|  | Barosaurus lentus |
|  |                   |

|  | Diplodocus carnegii |
|  |                     |
|  | Diplodocus hallorum |
|  |                     |

|  | Kaatedocus siberi |
|  |                   |
|  | Barosaurus lentus |
|  |                   |

|  | Diplodocus carnegii |
|  |                     |
|  | Diplodocus hallorum |
|  |                     |

|  | Kaatedocus siberi |
|  |                   |
|  | Barosaurus lentus |
|  |                   |

|  | Supersaurus lourinhanensis |
|  |                            |
|  | Supersaurus vivianae       |
|  |                            |

|  | Diplodocus carnegii |
|  |                     |
|  | Diplodocus hallorum |
|  |                     |

|  | Kaatedocus siberi |
|  |                   |
|  | Barosaurus lentus |
|  |                   |

|  | Diplodocus carnegii |
|  |                     |
|  | Diplodocus hallorum |
|  |                     |

|  | Kaatedocus siberi |
|  |                   |
|  | Barosaurus lentus |
|  |                   |

|  | Diplodocus carnegii |
|  |                     |
|  | Diplodocus hallorum |
|  |                     |

|  | Kaatedocus siberi |
|  |                   |
|  | Barosaurus lentus |
|  |                   |

|  | Diplodocus carnegii |
|  |                     |
|  | Diplodocus hallorum |
|  |                     |

|  | Kaatedocus siberi |
|  |                   |
|  | Barosaurus lentus |
|  |                   |

|  | Diplodocus carnegii |
|  |                     |
|  | Diplodocus hallorum |
|  |                     |

|  | Kaatedocus siberi |
|  |                   |
|  | Barosaurus lentus |
|  |                   |

|  | Diplodocus carnegii |
|  |                     |
|  | Diplodocus hallorum |
|  |                     |

|  | Kaatedocus siberi |
|  |                   |
|  | Barosaurus lentus |
|  |                   |

|  | Diplodocus carnegii |
|  |                     |
|  | Diplodocus hallorum |
|  |                     |

|  | Kaatedocus siberi |
|  |                   |
|  | Barosaurus lentus |
|  |                   |

|  | Diplodocus carnegii |
|  |                     |
|  | Diplodocus hallorum |
|  |                     |

|  | Kaatedocus siberi |
|  |                   |
|  | Barosaurus lentus |
|  |                   |

|  | Supersaurus lourinhanensis |
|  |                            |
|  | Supersaurus vivianae       |
|  |                            |

|  | Diplodocus carnegii |
|  |                     |
|  | Diplodocus hallorum |
|  |                     |

|  | Kaatedocus siberi |
|  |                   |
|  | Barosaurus lentus |
|  |                   |

|  | Diplodocus carnegii |
|  |                     |
|  | Diplodocus hallorum |
|  |                     |

|  | Kaatedocus siberi |
|  |                   |
|  | Barosaurus lentus |
|  |                   |

|  | Diplodocus carnegii |
|  |                     |
|  | Diplodocus hallorum |
|  |                     |

|  | Kaatedocus siberi |
|  |                   |
|  | Barosaurus lentus |
|  |                   |

|  | Diplodocus carnegii |
|  |                     |
|  | Diplodocus hallorum |
|  |                     |

|  | Kaatedocus siberi |
|  |                   |
|  | Barosaurus lentus |
|  |                   |

|  | Diplodocus carnegii |
|  |                     |
|  | Diplodocus hallorum |
|  |                     |

|  | Kaatedocus siberi |
|  |                   |
|  | Barosaurus lentus |
|  |                   |

|  | Diplodocus carnegii |
|  |                     |
|  | Diplodocus hallorum |
|  |                     |

|  | Kaatedocus siberi |
|  |                   |
|  | Barosaurus lentus |
|  |                   |

|  | Diplodocus carnegii |
|  |                     |
|  | Diplodocus hallorum |
|  |                     |

|  | Kaatedocus siberi |
|  |                   |
|  | Barosaurus lentus |
|  |                   |

|  | Diplodocus carnegii |
|  |                     |
|  | Diplodocus hallorum |
|  |                     |

|  | Kaatedocus siberi |
|  |                   |
|  | Barosaurus lentus |
|  |                   |

|  | Supersaurus lourinhanensis |
|  |                            |
|  | Supersaurus vivianae       |
|  |                            |

|  | Diplodocus carnegii |
|  |                     |
|  | Diplodocus hallorum |
|  |                     |

|  | Kaatedocus siberi |
|  |                   |
|  | Barosaurus lentus |
|  |                   |

|  | Diplodocus carnegii |
|  |                     |
|  | Diplodocus hallorum |
|  |                     |

|  | Kaatedocus siberi |
|  |                   |
|  | Barosaurus lentus |
|  |                   |

|  | Diplodocus carnegii |
|  |                     |
|  | Diplodocus hallorum |
|  |                     |

|  | Kaatedocus siberi |
|  |                   |
|  | Barosaurus lentus |
|  |                   |

|  | Diplodocus carnegii |
|  |                     |
|  | Diplodocus hallorum |
|  |                     |

|  | Kaatedocus siberi |
|  |                   |
|  | Barosaurus lentus |
|  |                   |

|  | Diplodocus carnegii |
|  |                     |
|  | Diplodocus hallorum |
|  |                     |

|  | Kaatedocus siberi |
|  |                   |
|  | Barosaurus lentus |
|  |                   |

|  | Diplodocus carnegii |
|  |                     |
|  | Diplodocus hallorum |
|  |                     |

|  | Kaatedocus siberi |
|  |                   |
|  | Barosaurus lentus |
|  |                   |

|  | Diplodocus carnegii |
|  |                     |
|  | Diplodocus hallorum |
|  |                     |

|  | Kaatedocus siberi |
|  |                   |
|  | Barosaurus lentus |
|  |                   |

|  | Diplodocus carnegii |
|  |                     |
|  | Diplodocus hallorum |
|  |                     |

|  | Kaatedocus siberi |
|  |                   |
|  | Barosaurus lentus |
|  |                   |

|  | Supersaurus lourinhanensis |
|  |                            |
|  | Supersaurus vivianae       |
|  |                            |

|  | Diplodocus carnegii |
|  |                     |
|  | Diplodocus hallorum |
|  |                     |

|  | Kaatedocus siberi |
|  |                   |
|  | Barosaurus lentus |
|  |                   |

|  | Diplodocus carnegii |
|  |                     |
|  | Diplodocus hallorum |
|  |                     |

|  | Kaatedocus siberi |
|  |                   |
|  | Barosaurus lentus |
|  |                   |

|  | Diplodocus carnegii |
|  |                     |
|  | Diplodocus hallorum |
|  |                     |

|  | Kaatedocus siberi |
|  |                   |
|  | Barosaurus lentus |
|  |                   |

|  | Diplodocus carnegii |
|  |                     |
|  | Diplodocus hallorum |
|  |                     |

|  | Kaatedocus siberi |
|  |                   |
|  | Barosaurus lentus |
|  |                   |

|  | Diplodocus carnegii |
|  |                     |
|  | Diplodocus hallorum |
|  |                     |

|  | Kaatedocus siberi |
|  |                   |
|  | Barosaurus lentus |
|  |                   |

|  | Diplodocus carnegii |
|  |                     |
|  | Diplodocus hallorum |
|  |                     |

|  | Kaatedocus siberi |
|  |                   |
|  | Barosaurus lentus |
|  |                   |

|  | Diplodocus carnegii |
|  |                     |
|  | Diplodocus hallorum |
|  |                     |

|  | Kaatedocus siberi |
|  |                   |
|  | Barosaurus lentus |
|  |                   |

|  | Diplodocus carnegii |
|  |                     |
|  | Diplodocus hallorum |
|  |                     |

|  | Kaatedocus siberi |
|  |                   |
|  | Barosaurus lentus |
|  |                   |

|  | Apatosaurus ajax    |
|  |                     |
|  | Apatosaurus louisae |
|  |                     |

|  | Brontosaurus excelsus                                                          |
|  |                                                                                |
|  | \| \| Brontosaurus yahnahpin \| \| \| \| \| \| Brontosaurus parvus \| \| \| \| |
|  |                                                                                |
|  | Brontosaurus yahnahpin                                                         |
|  |                                                                                |
|  | Brontosaurus parvus                                                            |
|  |                                                                                |

|  | Brontosaurus yahnahpin |
|  |                        |
|  | Brontosaurus parvus    |
|  |                        |

|  | Apatosaurus ajax    |
|  |                     |
|  | Apatosaurus louisae |
|  |                     |

|  | Brontosaurus excelsus                                                          |
|  |                                                                                |
|  | \| \| Brontosaurus yahnahpin \| \| \| \| \| \| Brontosaurus parvus \| \| \| \| |
|  |                                                                                |
|  | Brontosaurus yahnahpin                                                         |
|  |                                                                                |
|  | Brontosaurus parvus                                                            |
|  |                                                                                |

|  | Brontosaurus yahnahpin |
|  |                        |
|  | Brontosaurus parvus    |
|  |                        |

|  | Apatosaurus ajax    |
|  |                     |
|  | Apatosaurus louisae |
|  |                     |

|  | Brontosaurus excelsus                                                          |
|  |                                                                                |
|  | \| \| Brontosaurus yahnahpin \| \| \| \| \| \| Brontosaurus parvus \| \| \| \| |
|  |                                                                                |
|  | Brontosaurus yahnahpin                                                         |
|  |                                                                                |
|  | Brontosaurus parvus                                                            |
|  |                                                                                |

|  | Brontosaurus yahnahpin |
|  |                        |
|  | Brontosaurus parvus    |
|  |                        |

|  | Apatosaurus ajax    |
|  |                     |
|  | Apatosaurus louisae |
|  |                     |

|  | Brontosaurus excelsus                                                          |
|  |                                                                                |
|  | \| \| Brontosaurus yahnahpin \| \| \| \| \| \| Brontosaurus parvus \| \| \| \| |
|  |                                                                                |
|  | Brontosaurus yahnahpin                                                         |
|  |                                                                                |
|  | Brontosaurus parvus                                                            |
|  |                                                                                |

|  | Brontosaurus yahnahpin |
|  |                        |
|  | Brontosaurus parvus    |
|  |                        |

|  | Apatosaurus ajax    |
|  |                     |
|  | Apatosaurus louisae |
|  |                     |

|  | Brontosaurus excelsus                                                          |
|  |                                                                                |
|  | \| \| Brontosaurus yahnahpin \| \| \| \| \| \| Brontosaurus parvus \| \| \| \| |
|  |                                                                                |
|  | Brontosaurus yahnahpin                                                         |
|  |                                                                                |
|  | Brontosaurus parvus                                                            |
|  |                                                                                |

|  | Brontosaurus yahnahpin |
|  |                        |
|  | Brontosaurus parvus    |
|  |                        |

|  | Apatosaurus ajax    |
|  |                     |
|  | Apatosaurus louisae |
|  |                     |

|  | Brontosaurus excelsus                                                          |
|  |                                                                                |
|  | \| \| Brontosaurus yahnahpin \| \| \| \| \| \| Brontosaurus parvus \| \| \| \| |
|  |                                                                                |
|  | Brontosaurus yahnahpin                                                         |
|  |                                                                                |
|  | Brontosaurus parvus                                                            |
|  |                                                                                |

|  | Brontosaurus yahnahpin |
|  |                        |
|  | Brontosaurus parvus    |
|  |                        |

|  | Apatosaurus ajax    |
|  |                     |
|  | Apatosaurus louisae |
|  |                     |

|  | Brontosaurus excelsus                                                          |
|  |                                                                                |
|  | \| \| Brontosaurus yahnahpin \| \| \| \| \| \| Brontosaurus parvus \| \| \| \| |
|  |                                                                                |
|  | Brontosaurus yahnahpin                                                         |
|  |                                                                                |
|  | Brontosaurus parvus                                                            |
|  |                                                                                |

|  | Brontosaurus yahnahpin |
|  |                        |
|  | Brontosaurus parvus    |
|  |                        |

|  | Apatosaurus ajax    |
|  |                     |
|  | Apatosaurus louisae |
|  |                     |

|  | Brontosaurus excelsus                                                          |
|  |                                                                                |
|  | \| \| Brontosaurus yahnahpin \| \| \| \| \| \| Brontosaurus parvus \| \| \| \| |
|  |                                                                                |
|  | Brontosaurus yahnahpin                                                         |
|  |                                                                                |
|  | Brontosaurus parvus                                                            |
|  |                                                                                |

|  | Brontosaurus yahnahpin |
|  |                        |
|  | Brontosaurus parvus    |
|  |                        |

|  | Supersaurus lourinhanensis |
|  |                            |
|  | Supersaurus vivianae       |
|  |                            |

|  | Diplodocus carnegii |
|  |                     |
|  | Diplodocus hallorum |
|  |                     |

|  | Kaatedocus siberi |
|  |                   |
|  | Barosaurus lentus |
|  |                   |

|  | Diplodocus carnegii |
|  |                     |
|  | Diplodocus hallorum |
|  |                     |

|  | Kaatedocus siberi |
|  |                   |
|  | Barosaurus lentus |
|  |                   |

|  | Diplodocus carnegii |
|  |                     |
|  | Diplodocus hallorum |
|  |                     |

|  | Kaatedocus siberi |
|  |                   |
|  | Barosaurus lentus |
|  |                   |

|  | Diplodocus carnegii |
|  |                     |
|  | Diplodocus hallorum |
|  |                     |

|  | Kaatedocus siberi |
|  |                   |
|  | Barosaurus lentus |
|  |                   |

|  | Diplodocus carnegii |
|  |                     |
|  | Diplodocus hallorum |
|  |                     |

|  | Kaatedocus siberi |
|  |                   |
|  | Barosaurus lentus |
|  |                   |

|  | Diplodocus carnegii |
|  |                     |
|  | Diplodocus hallorum |
|  |                     |

|  | Kaatedocus siberi |
|  |                   |
|  | Barosaurus lentus |
|  |                   |

|  | Diplodocus carnegii |
|  |                     |
|  | Diplodocus hallorum |
|  |                     |

|  | Kaatedocus siberi |
|  |                   |
|  | Barosaurus lentus |
|  |                   |

|  | Diplodocus carnegii |
|  |                     |
|  | Diplodocus hallorum |
|  |                     |

|  | Kaatedocus siberi |
|  |                   |
|  | Barosaurus lentus |
|  |                   |

|  | Supersaurus lourinhanensis |
|  |                            |
|  | Supersaurus vivianae       |
|  |                            |

|  | Diplodocus carnegii |
|  |                     |
|  | Diplodocus hallorum |
|  |                     |

|  | Kaatedocus siberi |
|  |                   |
|  | Barosaurus lentus |
|  |                   |

|  | Diplodocus carnegii |
|  |                     |
|  | Diplodocus hallorum |
|  |                     |

|  | Kaatedocus siberi |
|  |                   |
|  | Barosaurus lentus |
|  |                   |

|  | Diplodocus carnegii |
|  |                     |
|  | Diplodocus hallorum |
|  |                     |

|  | Kaatedocus siberi |
|  |                   |
|  | Barosaurus lentus |
|  |                   |

|  | Diplodocus carnegii |
|  |                     |
|  | Diplodocus hallorum |
|  |                     |

|  | Kaatedocus siberi |
|  |                   |
|  | Barosaurus lentus |
|  |                   |

|  | Diplodocus carnegii |
|  |                     |
|  | Diplodocus hallorum |
|  |                     |

|  | Kaatedocus siberi |
|  |                   |
|  | Barosaurus lentus |
|  |                   |

|  | Diplodocus carnegii |
|  |                     |
|  | Diplodocus hallorum |
|  |                     |

|  | Kaatedocus siberi |
|  |                   |
|  | Barosaurus lentus |
|  |                   |

|  | Diplodocus carnegii |
|  |                     |
|  | Diplodocus hallorum |
|  |                     |

|  | Kaatedocus siberi |
|  |                   |
|  | Barosaurus lentus |
|  |                   |

|  | Diplodocus carnegii |
|  |                     |
|  | Diplodocus hallorum |
|  |                     |

|  | Kaatedocus siberi |
|  |                   |
|  | Barosaurus lentus |
|  |                   |

|  | Supersaurus lourinhanensis |
|  |                            |
|  | Supersaurus vivianae       |
|  |                            |

|  | Diplodocus carnegii |
|  |                     |
|  | Diplodocus hallorum |
|  |                     |

|  | Kaatedocus siberi |
|  |                   |
|  | Barosaurus lentus |
|  |                   |

|  | Diplodocus carnegii |
|  |                     |
|  | Diplodocus hallorum |
|  |                     |

|  | Kaatedocus siberi |
|  |                   |
|  | Barosaurus lentus |
|  |                   |

|  | Diplodocus carnegii |
|  |                     |
|  | Diplodocus hallorum |
|  |                     |

|  | Kaatedocus siberi |
|  |                   |
|  | Barosaurus lentus |
|  |                   |

|  | Diplodocus carnegii |
|  |                     |
|  | Diplodocus hallorum |
|  |                     |

|  | Kaatedocus siberi |
|  |                   |
|  | Barosaurus lentus |
|  |                   |

|  | Diplodocus carnegii |
|  |                     |
|  | Diplodocus hallorum |
|  |                     |

|  | Kaatedocus siberi |
|  |                   |
|  | Barosaurus lentus |
|  |                   |

|  | Diplodocus carnegii |
|  |                     |
|  | Diplodocus hallorum |
|  |                     |

|  | Kaatedocus siberi |
|  |                   |
|  | Barosaurus lentus |
|  |                   |

|  | Diplodocus carnegii |
|  |                     |
|  | Diplodocus hallorum |
|  |                     |

|  | Kaatedocus siberi |
|  |                   |
|  | Barosaurus lentus |
|  |                   |

|  | Diplodocus carnegii |
|  |                     |
|  | Diplodocus hallorum |
|  |                     |

|  | Kaatedocus siberi |
|  |                   |
|  | Barosaurus lentus |
|  |                   |

|  | Supersaurus lourinhanensis |
|  |                            |
|  | Supersaurus vivianae       |
|  |                            |

|  | Diplodocus carnegii |
|  |                     |
|  | Diplodocus hallorum |
|  |                     |

|  | Kaatedocus siberi |
|  |                   |
|  | Barosaurus lentus |
|  |                   |

|  | Diplodocus carnegii |
|  |                     |
|  | Diplodocus hallorum |
|  |                     |

|  | Kaatedocus siberi |
|  |                   |
|  | Barosaurus lentus |
|  |                   |

|  | Diplodocus carnegii |
|  |                     |
|  | Diplodocus hallorum |
|  |                     |

|  | Kaatedocus siberi |
|  |                   |
|  | Barosaurus lentus |
|  |                   |

|  | Diplodocus carnegii |
|  |                     |
|  | Diplodocus hallorum |
|  |                     |

|  | Kaatedocus siberi |
|  |                   |
|  | Barosaurus lentus |
|  |                   |

|  | Diplodocus carnegii |
|  |                     |
|  | Diplodocus hallorum |
|  |                     |

|  | Kaatedocus siberi |
|  |                   |
|  | Barosaurus lentus |
|  |                   |

|  | Diplodocus carnegii |
|  |                     |
|  | Diplodocus hallorum |
|  |                     |

|  | Kaatedocus siberi |
|  |                   |
|  | Barosaurus lentus |
|  |                   |

|  | Diplodocus carnegii |
|  |                     |
|  | Diplodocus hallorum |
|  |                     |

|  | Kaatedocus siberi |
|  |                   |
|  | Barosaurus lentus |
|  |                   |

|  | Diplodocus carnegii |
|  |                     |
|  | Diplodocus hallorum |
|  |                     |

|  | Kaatedocus siberi |
|  |                   |
|  | Barosaurus lentus |
|  |                   |

|  | Supersaurus lourinhanensis |
|  |                            |
|  | Supersaurus vivianae       |
|  |                            |

|  | Diplodocus carnegii |
|  |                     |
|  | Diplodocus hallorum |
|  |                     |

|  | Kaatedocus siberi |
|  |                   |
|  | Barosaurus lentus |
|  |                   |

|  | Diplodocus carnegii |
|  |                     |
|  | Diplodocus hallorum |
|  |                     |

|  | Kaatedocus siberi |
|  |                   |
|  | Barosaurus lentus |
|  |                   |

|  | Diplodocus carnegii |
|  |                     |
|  | Diplodocus hallorum |
|  |                     |

|  | Kaatedocus siberi |
|  |                   |
|  | Barosaurus lentus |
|  |                   |

|  | Diplodocus carnegii |
|  |                     |
|  | Diplodocus hallorum |
|  |                     |

|  | Kaatedocus siberi |
|  |                   |
|  | Barosaurus lentus |
|  |                   |

|  | Diplodocus carnegii |
|  |                     |
|  | Diplodocus hallorum |
|  |                     |

|  | Kaatedocus siberi |
|  |                   |
|  | Barosaurus lentus |
|  |                   |

|  | Diplodocus carnegii |
|  |                     |
|  | Diplodocus hallorum |
|  |                     |

|  | Kaatedocus siberi |
|  |                   |
|  | Barosaurus lentus |
|  |                   |

|  | Diplodocus carnegii |
|  |                     |
|  | Diplodocus hallorum |
|  |                     |

|  | Kaatedocus siberi |
|  |                   |
|  | Barosaurus lentus |
|  |                   |

|  | Diplodocus carnegii |
|  |                     |
|  | Diplodocus hallorum |
|  |                     |

|  | Kaatedocus siberi |
|  |                   |
|  | Barosaurus lentus |
|  |                   |

|  | Supersaurus lourinhanensis |
|  |                            |
|  | Supersaurus vivianae       |
|  |                            |

|  | Diplodocus carnegii |
|  |                     |
|  | Diplodocus hallorum |
|  |                     |

|  | Kaatedocus siberi |
|  |                   |
|  | Barosaurus lentus |
|  |                   |

|  | Diplodocus carnegii |
|  |                     |
|  | Diplodocus hallorum |
|  |                     |

|  | Kaatedocus siberi |
|  |                   |
|  | Barosaurus lentus |
|  |                   |

|  | Diplodocus carnegii |
|  |                     |
|  | Diplodocus hallorum |
|  |                     |

|  | Kaatedocus siberi |
|  |                   |
|  | Barosaurus lentus |
|  |                   |

|  | Diplodocus carnegii |
|  |                     |
|  | Diplodocus hallorum |
|  |                     |

|  | Kaatedocus siberi |
|  |                   |
|  | Barosaurus lentus |
|  |                   |

|  | Diplodocus carnegii |
|  |                     |
|  | Diplodocus hallorum |
|  |                     |

|  | Kaatedocus siberi |
|  |                   |
|  | Barosaurus lentus |
|  |                   |

|  | Diplodocus carnegii |
|  |                     |
|  | Diplodocus hallorum |
|  |                     |

|  | Kaatedocus siberi |
|  |                   |
|  | Barosaurus lentus |
|  |                   |

|  | Diplodocus carnegii |
|  |                     |
|  | Diplodocus hallorum |
|  |                     |

|  | Kaatedocus siberi |
|  |                   |
|  | Barosaurus lentus |
|  |                   |

|  | Diplodocus carnegii |
|  |                     |
|  | Diplodocus hallorum |
|  |                     |

|  | Kaatedocus siberi |
|  |                   |
|  | Barosaurus lentus |
|  |                   |

|  | Supersaurus lourinhanensis |
|  |                            |
|  | Supersaurus vivianae       |
|  |                            |

|  | Diplodocus carnegii |
|  |                     |
|  | Diplodocus hallorum |
|  |                     |

|  | Kaatedocus siberi |
|  |                   |
|  | Barosaurus lentus |
|  |                   |

|  | Diplodocus carnegii |
|  |                     |
|  | Diplodocus hallorum |
|  |                     |

|  | Kaatedocus siberi |
|  |                   |
|  | Barosaurus lentus |
|  |                   |

|  | Diplodocus carnegii |
|  |                     |
|  | Diplodocus hallorum |
|  |                     |

|  | Kaatedocus siberi |
|  |                   |
|  | Barosaurus lentus |
|  |                   |

|  | Diplodocus carnegii |
|  |                     |
|  | Diplodocus hallorum |
|  |                     |

|  | Kaatedocus siberi |
|  |                   |
|  | Barosaurus lentus |
|  |                   |

|  | Diplodocus carnegii |
|  |                     |
|  | Diplodocus hallorum |
|  |                     |

|  | Kaatedocus siberi |
|  |                   |
|  | Barosaurus lentus |
|  |                   |

|  | Diplodocus carnegii |
|  |                     |
|  | Diplodocus hallorum |
|  |                     |

|  | Kaatedocus siberi |
|  |                   |
|  | Barosaurus lentus |
|  |                   |

|  | Diplodocus carnegii |
|  |                     |
|  | Diplodocus hallorum |
|  |                     |

|  | Kaatedocus siberi |
|  |                   |
|  | Barosaurus lentus |
|  |                   |

|  | Diplodocus carnegii |
|  |                     |
|  | Diplodocus hallorum |
|  |                     |

|  | Kaatedocus siberi |
|  |                   |
|  | Barosaurus lentus |
|  |                   |

|  | Supersaurus lourinhanensis |
|  |                            |
|  | Supersaurus vivianae       |
|  |                            |

|  | Diplodocus carnegii |
|  |                     |
|  | Diplodocus hallorum |
|  |                     |

|  | Kaatedocus siberi |
|  |                   |
|  | Barosaurus lentus |
|  |                   |

|  | Diplodocus carnegii |
|  |                     |
|  | Diplodocus hallorum |
|  |                     |

|  | Kaatedocus siberi |
|  |                   |
|  | Barosaurus lentus |
|  |                   |

|  | Diplodocus carnegii |
|  |                     |
|  | Diplodocus hallorum |
|  |                     |

|  | Kaatedocus siberi |
|  |                   |
|  | Barosaurus lentus |
|  |                   |

|  | Diplodocus carnegii |
|  |                     |
|  | Diplodocus hallorum |
|  |                     |

|  | Kaatedocus siberi |
|  |                   |
|  | Barosaurus lentus |
|  |                   |

|  | Diplodocus carnegii |
|  |                     |
|  | Diplodocus hallorum |
|  |                     |

|  | Kaatedocus siberi |
|  |                   |
|  | Barosaurus lentus |
|  |                   |

|  | Diplodocus carnegii |
|  |                     |
|  | Diplodocus hallorum |
|  |                     |

|  | Kaatedocus siberi |
|  |                   |
|  | Barosaurus lentus |
|  |                   |

|  | Diplodocus carnegii |
|  |                     |
|  | Diplodocus hallorum |
|  |                     |

|  | Kaatedocus siberi |
|  |                   |
|  | Barosaurus lentus |
|  |                   |

|  | Diplodocus carnegii |
|  |                     |
|  | Diplodocus hallorum |
|  |                     |

|  | Kaatedocus siberi |
|  |                   |
|  | Barosaurus lentus |
|  |                   |

### Specie
Il genere Brontosaurus comprende le tre seguenti specie:
- Brontosaurus excelsus: è la specie tipo del genere, nominata nel 1879 da Marsh. Molti esemplari, tra cui lo stesso olotipo (YPM 1980), sono stati assegnati a questa specie. Tra questi esemplari possiamo annoverare l'esemplare FMNH P25112, ossia lo scheletro montato presso il Field Museum, che all'epoca del suo montaggio rappresentava l'unica specie conosciuta di Apatosaurinae. Un sinonimo di questa specie è la presunta specie B. amplus.[1][15] Si stima che il più grande esemplare di questa specie potesse raggiungere i 22 metri (72 ft) di lunghezza e le 15 tonnellate di peso.[7] I resti di tale animale sono stati ritrovati soprattutto a Reed’s Quarry 10 uno strato della Formazione Morrison, nella Contea di Albany, Wyoming, datato al tardo Kimmeridgiano circa 152 milioni di anni fa.[1]

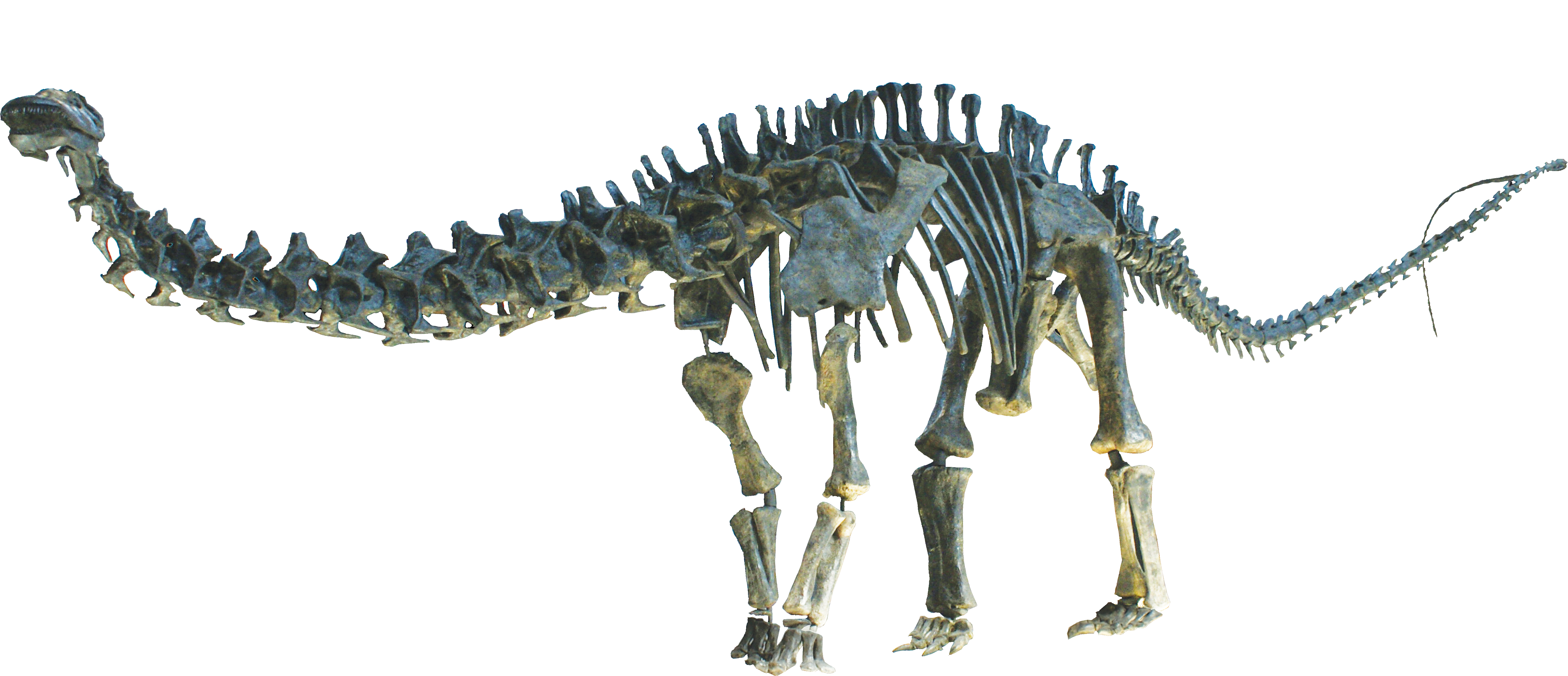
Scheletro montato di B. parvus (UW 15556)

- Brontosaurus parvus: è la seconda specie ascritta al genere. In origine fu descritta come Elosaurus nel 1902 da Peterson e Gilmore, per poi essere riassegnata al genere Apatosaurus nel 1994 e poi a Brontosaurus nel 2015. I campioni assegnati a questa specie includono l'olotipo della specie, CM 566 (uno scheletro parziale di un esemplare giovane, trovato in Sheep Creek Quarry 4 ad Albany County, WY), l'esemplare BYU 1.252-18.531 (uno scheletro quasi completo trovato nello Utah e montato presso il Brigham Young University) ed uno scheletro parziale, UW 15556 (un tempo accidentalmente mescolato con l'olotipo). I fossili di questa specie risalgono al medio Kimmeridgiano.[15] Le dimensioni erano perlopiù identiche a quelle della specie B. excelsus, con 22 metri (72 piedi) di lunghezza per 14 tonnellate di peso.[7]
- Brontosaurus yahnahpin: è la terza specie ascritta al genere. Si tratta della specie più antica, conosciuta da un singolo sito alla base della Formazione Morrison, nella Bertha Cava, sempre nella Contea di Albany, in Wyoming, risalente a circa 155 milioni di anni fa.[5][16] Questa specie poteva crescere fino a 21 metri (69 ft) di lunghezza per un peso di circa 14 tonnellate.[17] La specie fu descritta per la prima volta nel 1994, da James Filla e Patrick Redman, come appartenente al genere Apatosaurus (A. yahnahpin).[18] Il nome specifico deriva dalla Lingua lakota mah-koo yah-nah-pin e significa " collana seno", un riferimento alle coppie di costole sternali che ricordano i tubi di capelli tradizionalmente indossati dalla tribù. L'olotipo della specie è TATE-001, e comprende un relativamente completo scheletro postcraniale. Resti più frammentari sono stati in origine assegnati ad altre specie per poi essere riassegnati a Brontosaurus.[19]

## Storia della scoperta

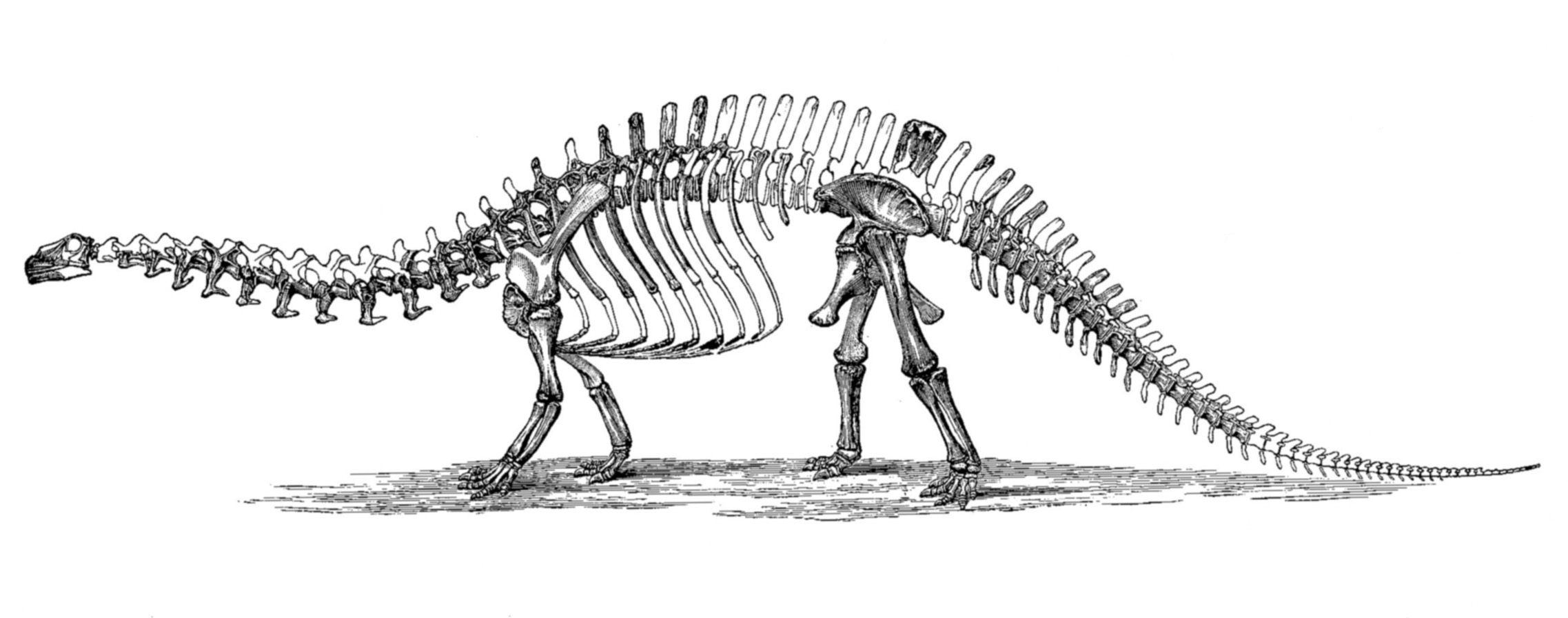
Obsoleto diagramma del 1896, dello scheletro di B. excelsus, sulla base dell'olotipo descritto da OC Marsh. La testa si basa su del materiale oggi assegnato a Brachiosaurus sp.

Nel 1879, Othniel Charles Marsh, professore di paleontologia presso l'Università di Yale, annunciò la scoperta di un grande scheletro abbastanza completo di un sauropode, nella Formazione Morrison, più precisamente nelle Como Bluff, in Wyoming. Marsh identificò i resti come appartenenti ad un nuovo genere di sauropode, che chiamò Brontosaurus excelsus, il cui nome significava "lucertola del tuono", dal greco Bronte/βροντη che significa "tuono" e sauros/σαυρος che significa "lucertola", mentre il nome specifico derivava dal latino excelsus ossia "nobile" o "molto alto". Dopo questo evento, la Formazione Morrison divenne il centro della cosiddetta guerra delle ossa, una competizione tra lo stesso Marsh ed il suo rivale Edward Drinker Cope su chi avrebbe scoperto più generi. Fu così che la scoperta e la descrizione di Brontosaurus balzò subito agli occhi della popolazione.

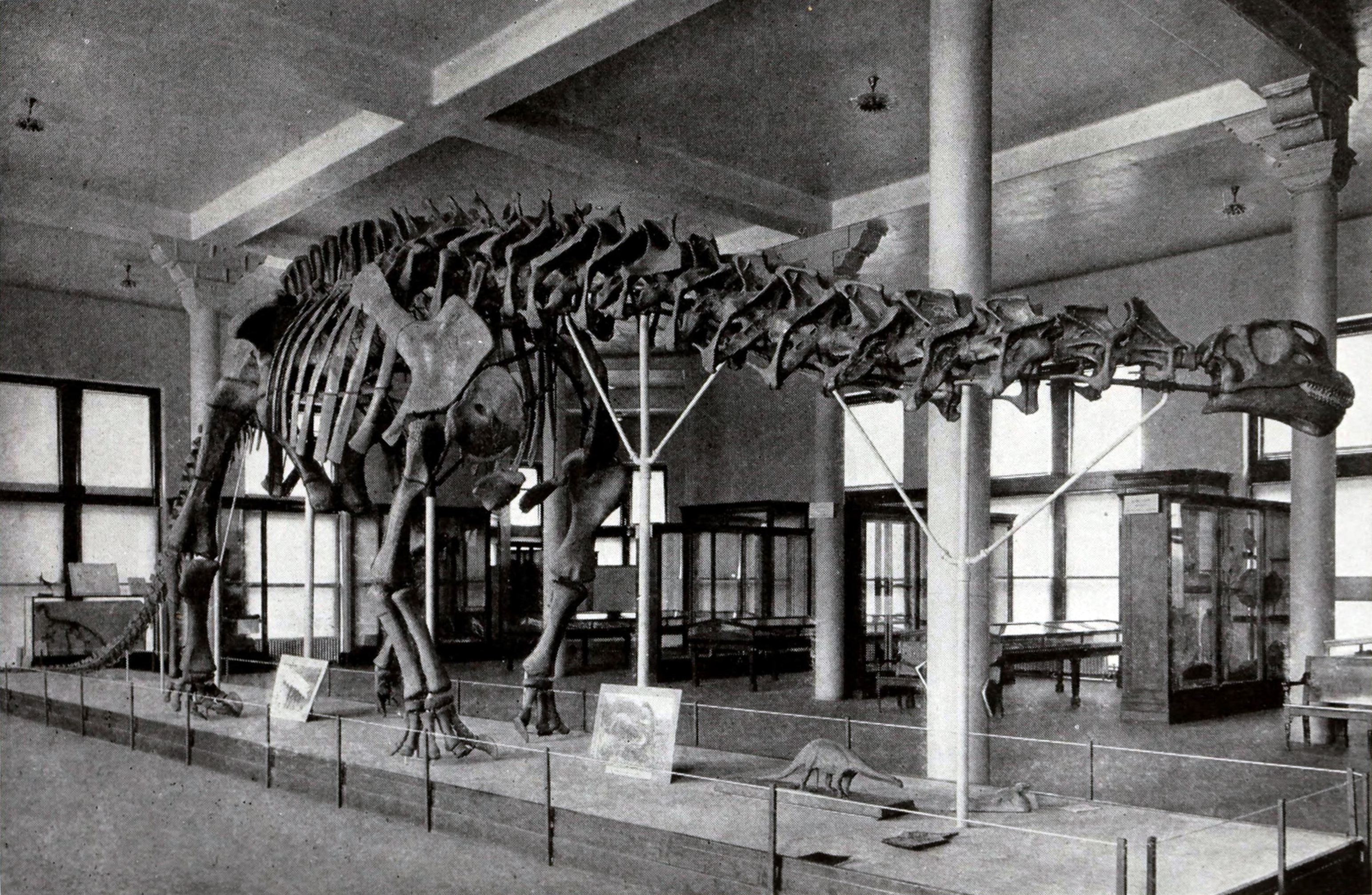
Antiquata ed errata ricostruzione scheletrica di un apatosaurine, spesso interpretato come B. excelsus (esemplare AMNH 460) con cranio artificiale, completato nel 1905, all'American Museum of Natural History

Nel 1903, Elmer S. Riggs editore delle Geological Series of the Field Columbian Museum, sostenne che il nuovo genere Brontosaurus non possedesse abbastanza caratteri distintivi per essere differenziato dal genere Apatosaurus, e che il nome della specie dovesse essere cambiato in Apatosaurus excelsus. Riggs dichiarò che "Alla luce di questi fatti, i due generi possono essere considerati come sinonimi. Essendo il nome Apatosaurus nominato per primo ha la priorità su Brontosaurus, che dovrà essere considerato come un sinonimo". Tuttavia, prima che il montaggio dello scheletro avvenisse all'American Museum of Natural History, Henry Fairfield Osborn decise di etichettare lo scheletro come Brontosaurus, nonostante fosse un avversario di Marsh.
Nel 1905, l'American Museum of Natural History presentò al pubblico la scheletro di Marsh, uno scheletro di sauropode composito, (prevalentemente da ossa dell'esemplare AMNH 460), indicato come la specie Brontosaurus excelsus. Il campione AMNH era parzialmente completo, mancando solo dei piedi (i piedi esposti furono aggiunti in seguito, dall'esemplare AMNH 592), delle gambe, delle ossa delle spalle (aggiunte dall'esemplare AMNH 222) e alcune ossa della coda (aggiunte poi dall'esemplare AMNH 339). Per completare lo scheletro, il resto della coda è stato modellato secondo le supposizioni di Marsh. Il cranio, mancante, venne scolpito e modellato secondo le intuizioni di Marsh. Il cranio scolpito non era quello piccolo e leggermente appiattito come quello di un Diplodocus,(che poi si sarebbe rivelata la scelta esatta), ma era un cranio alto robusto dal muso corto, con ossa forti e resistenti. Tale cranio era pressoché identico a quello di un altro sauropode vissuto negli stessi luoghi e nello stesso periodo di Brontosaurus, il Camarasaurus, che fa parte di una famiglia completamente diversa, ma che al momento era l'unico sauropode di cui si conosceva la struttura cranica. Il montaggio dello scheletro fu curato da Adam Hermann. Henry Fairfield Osborn notando la ricostruzione del cranio la giudicò "in gran parte ipotetica e basata su quella del Morosaurus (oggi sinonimo di Camarasaurus).
Nel 1909, fu scoperto il primo cranio di Apatosaurus, durante la prima spedizione che segnerà la nascita della cava di estrazione fossile del Dinosaur National Monument, in Colorado. Il cranio fu trovato a pochi metri da uno scheletro (l'esemplare CM 3018), che verrà poi identificato come una nuova specie chiamata Apatosaurus louisae. Il cranio fu classificato come CM 11162, ed era molto simile al cranio del Diplodocus. Il cranio fu accettato come appartenente ad Apatosaurus, dal direttore del Carnegie Museum William H. Holland, anche se altri scienziati, in particolare Osborn, respinsero tale identificazione. Holland difese la sua interpretazione in un discorso alla Paleontological Society of America, nel 1914, ma alla fine cedette. Secondo alcuni Holland non voleva entrare in conflitto con Osborn, mentre altri sostenevano che Holland stesse aspettando di trovare un cranio insieme al resto dello scheletro per confermare definitivamente la sua teoria. Dopo la morte di Holland, nel 1934, il modello del cranio di Camarasaurus fu montato sullo scheletro di Apatosaurus.

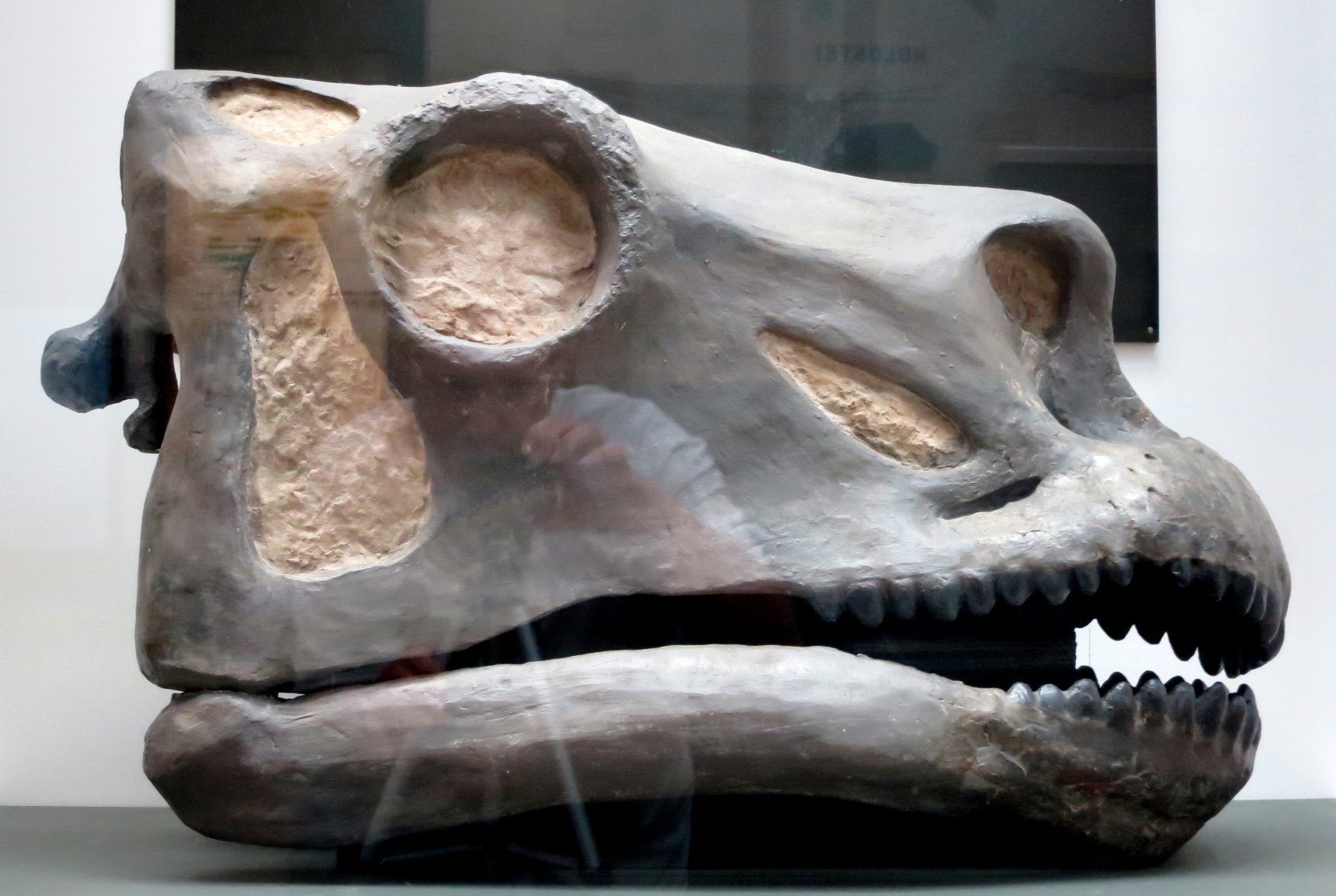
Il cranio inventato e ricostruito, nel 1931, dallo Yale Peabody Museum

Nel 1931, al Peabody Museum di Yale fu montato uno scheletro di Brontosaurus caratterizzato da un teschio diverso da tutti gli altri. Infatti, mentre tutti gli altri musei utilizzavano il cranio di Camarasaurus ideato da Marsh, il Museo Peabody scolpì un teschio completamente diverso. Il teschio aveva la mandibola di un Camarasaurus, mentre il resto del cranio assomigliava al cranio delle illustrazioni di Marsh. Il cranio comprendeva anche varie fenestre ossee e punte nasali diverse da quelle di ogni altro dinosauro mai scoperto o immaginato.

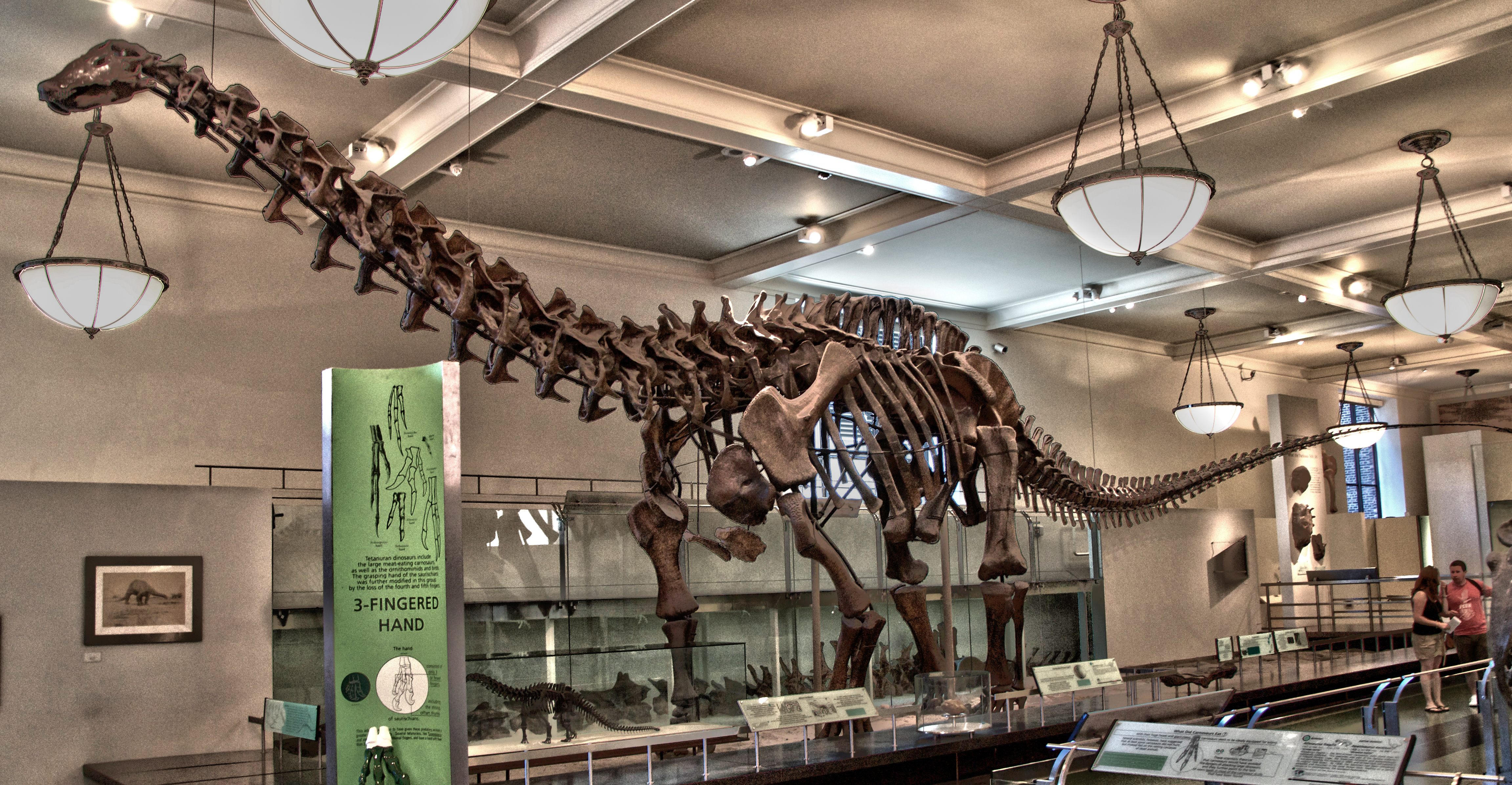
Scheletro dell'esemplare AMNH, un Apatosaurinae (forse un B. excelsus, esemplare AMNH 460), rimontato in una postura oggi considerata giusta, nel 1995.

Non furono scoperti né ipotizzati altri crani di Apatosaurinae fino al 1970, quando John Stanton McIntosh e David Berman ridescrissero i teschi di Diplodocus e Apatosaurus. Essi scoprirono che ,anche se non ha mai pubblicato la sua opinione, Holland era certo della sua teoria e probabilmente aveva anche ragione, pensando quindi che Apatosaurus e Brontosaurus avessero un cranio simile a quello del Diplodocus. Secondo loro, molti teschi, un tempo assegnati unicamente a Diplodocus potrebbe invece appartenere ad Apatosaurus e/o a Brontosaurus. Essi riassegnarono molti teschi ad Apatosaurus, sulla base delle vertebre associate al teschio. Anche se supportati da Holland, molti paleontologi continuarono a sostenere che l'Apatosaurus avesse un cranio simile quello del Camarasaurus, sulla base della scoperta di un dente di Camarasaurus vicino allo scheletro di un Apatosaurus. Il 20 ottobre 1979, dopo le pubblicazioni di McIntosh e Berman, il primo cranio di affiliazione certa ad un Apatosaurus fu montato insieme al suo scheletro al Carnegie Museum. Nel 1995, il Museo Americano di Storia Naturale ha seguito l'esempio, e ha presentato il suo scheletro rimontato (ora etichettato Apatosaurus excelsus), con la coda sollevata ed il cranio descritto da Holland. Nel 1998, il teschio che Marsh aveva giudicato come appartenente ad Apatosaurus, si rivelò invece appartenere ad una specie indefinita di Brachiosaurus. Nel 2011, è stato ritrovato il primo scheletro di Apatosaurus provvisto di teschio articolato al corpo. Questo esemplare,(CMC VP 7180), risulta diverso dal cranio e dal collo della specie A. louisae, per cui è stato attribuito ad una nuova specie di Apatosaurus, chiamata A. ajax.

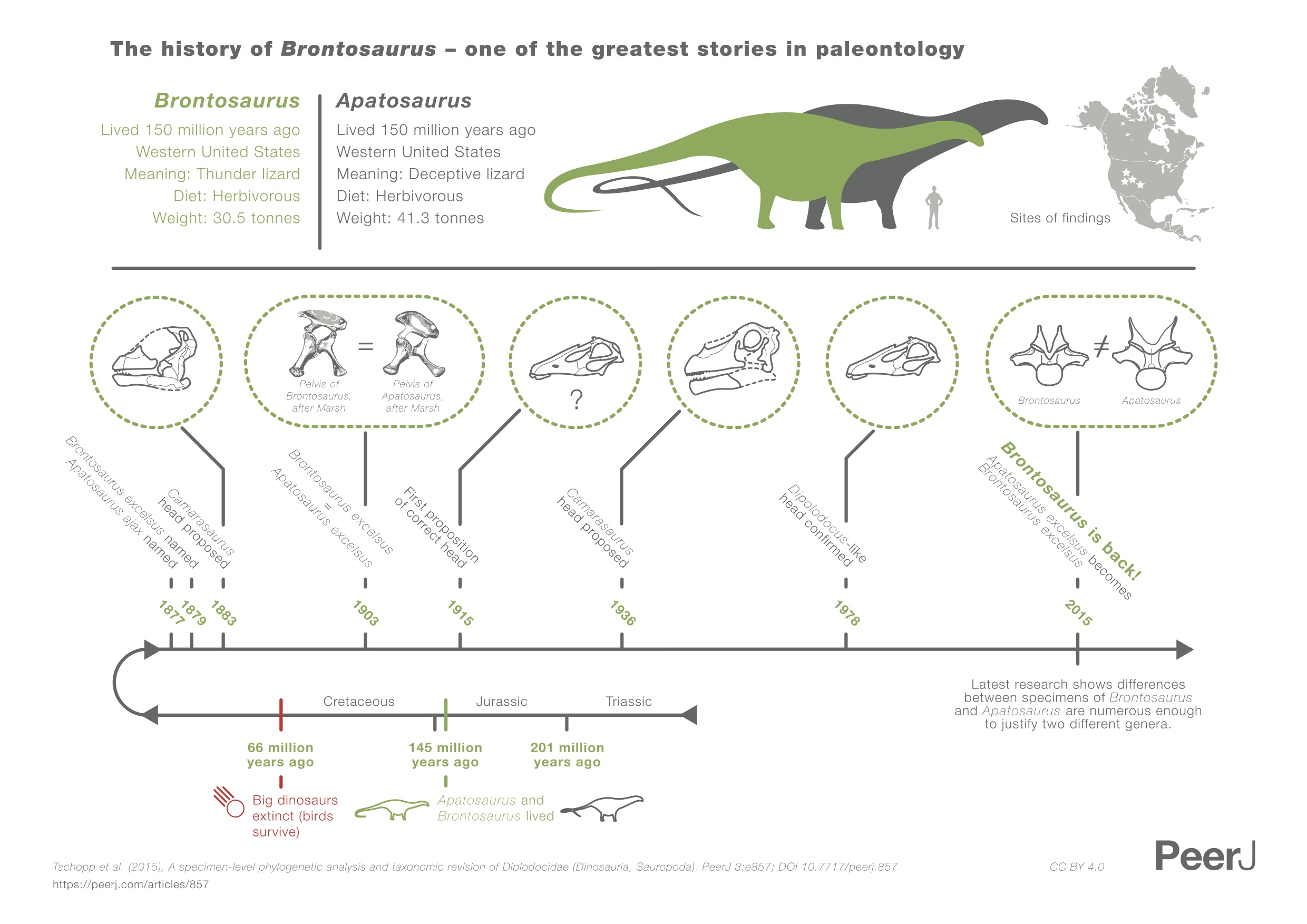
Infografico che illustra la storia tassonomica di Brontosaurus e Apatosaurus, sulla base degli studi di Tschopp et al., 2015

Per tutto il XX secolo, i paleontologi concordarono con Riggs affermando che i generi Apatosaurus e Brontosaurus rappresentavano lo stesso animale e che quindi il Brontosaurus non era altro che un sinonimo di Apatosaurus. Secondo le regole del ICZN (che disciplina i nomi scientifici degli animali), il nome Apatosaurus, essendo stato pubblicato per primo, ha la priorità come nome ufficiale; dal 1903 il Brontosaurus fu considerato come un sinonimo junior di Apatosaurus ed è stato quindi scartato dall'uso formale in paleontologia. Nonostante ciò, il paleontologo Robert T. Bakker, riaprì il caso Brontosaurus affermando che c'erano abbastanza elementi per differenziare Brontosaurus da Apatosaurus, ma non venne appoggiato da molti. La svolta si ebbe nel 2015, durante un ampio studio sui sauropodi, soprattutto sulle relazioni tassonomiche dei Diplodocidae, ad opera di Emanuel Tschopp, Octavio Mateus e Roger Benson alla fine della quale si affermò che il Brontosaurus era davvero un genere valido distinto da Apatosaurus. Per stabilire la veridicità di alcuni generi, gli scienziati hanno sviluppato un nuovo metodo statistico per valutare più oggettivamente le differenze tra i generi e le specie fossili, potendo in questo modo "resuscitare" il Brontosaurus come genere valido e a sé stante. Inoltre, due specie in passato attribuite ad Apatosaurus, ossia A. parvus e A. yahnahpin, sono state assegnate a Brontosaurus, oltre alla specie tipo Brontosaurus excelsus.

## Paleobiologia

### Postura e locomozione

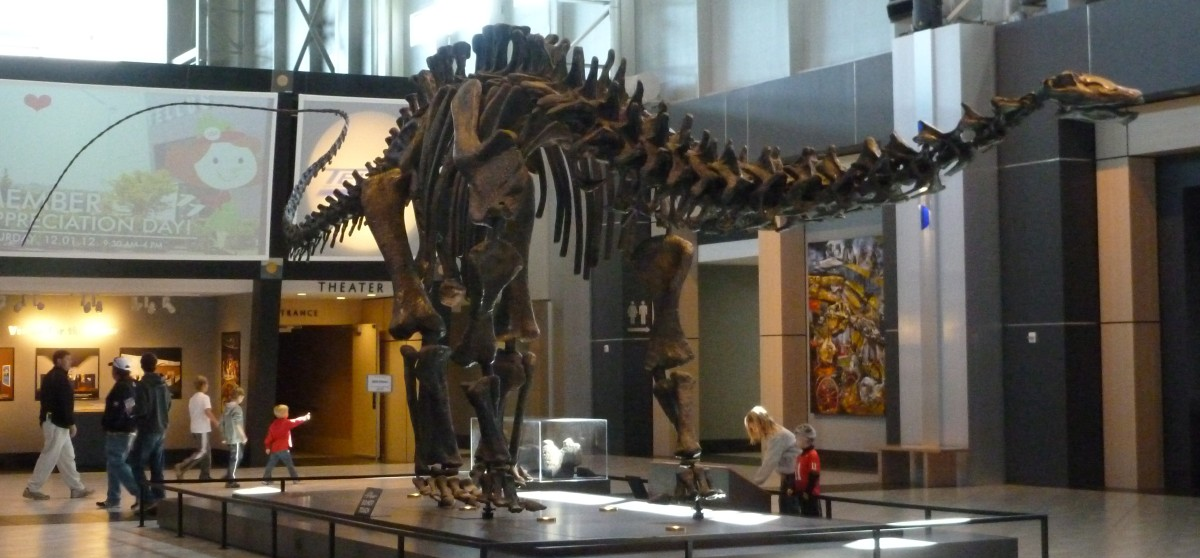
Scheletro montato correttamente B. parvus, esemplare UWGM 15556, al Tellus Science Museum

Storicamente, si pensava che i sauropodi, come il brontosauro, fossero troppo grandi e pesanti perché le loro ossa potessero sorreggerli; per questo si riteneva che questi animali fossero almeno parzialmente acquatici, in modo che l'acqua li aiutasse a sorreggere il loro peso; inoltre il lungo collo avrebbe permesso di respirare anche nell'acqua profonda delle paludi. Tuttavia le moderne teorie e ricerche hanno smentito tali ipotesi, affermando che questi animali erano prettamente terrestri.
Un'altra credenza comune è che i sauropodi diplodocidi potessero mantenere il loro collo ritto verticalmente, permettendo loro di muoversi al di sopra degli alberi ad alto fusto. Tuttavia molti studi hanno smentito tale credenza in quanto il collo di questi animali era ben poco flessibile e a causa della larga forma delle vertebre l'animale non poteva tenere su il collo in posizione verticale, ma poteva portarlo solo poco più in alto delle sue spalle. Questa ipotesi è avvalorata dal fatto che tutti i tetrapodi sembrano tenere il collo alla massima estensione possibile verticalmente quando in stato normale, o in postura vigile, perciò questo dovrebbe valere anche per i sauropodi, salvo per la presenza di eventuali caratteristiche uniche sconosciute nell'anatomia dei tessuti molli del collo di questi animali. Tuttavia oggi gli scienziati concordano che il collo di questi animali era mantenuto semi-disteso parallelo al suolo, mentre la coda bilanciava il peso del collo. Secondo un recente studio, condotto da Mike Taylor e Matt Wedel, le vertebre cervicali degli Apatosaurinae, come il Brontosaurus, erano estremamente robuste e adatte a sopportare forti impatti, il che implica che questi animali utilizzassero il loro lungo collo anche nei combattimenti intraspecifici, in maniera simile a come fanno oggi le giraffe.

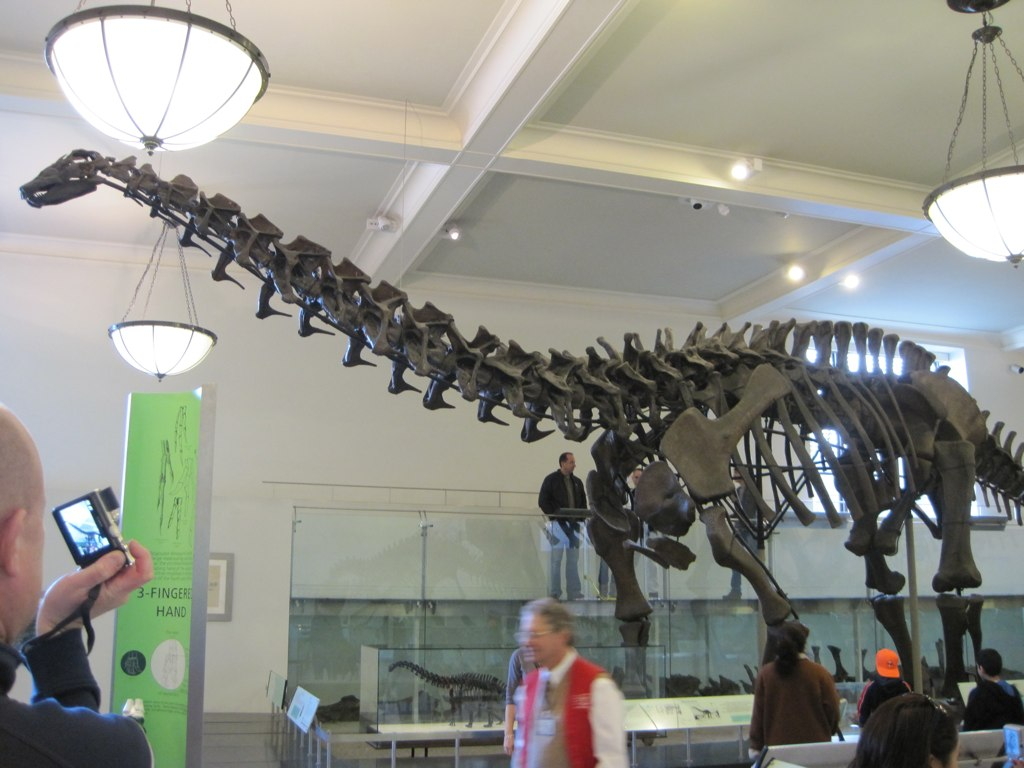
Scheletro dell'esemplare AMNH, un membro della sottofamiglia Apatosaurinae (forse B. excelsus, esemplare AMNH 460), rimontato in una postura oggi considerata giusta, nel 1995.

Le piste di impronte dei sauropodi dimostrano che la gamma media per la loro velocità era di circa 20–40 km (12-25 mi) al giorno quando camminavano normalmente, mentre potevano raggiungere una velocità massima di 20–30 km (12-19 mi) all'ora, quando in "corsa". La lenta locomozione di questi animali era forse dovuta alle articolazioni degli arti poco mobili, oltre che al grande peso che dovevano portarsi dietro; per questo si pensa anche che questi animali non potessero correre o galoppare, ma solamente camminare velocemente.
Sono stati proposti vari utilizzi per il singolo artiglio posto sulle zampe anteriori di questi animali: un'ipotesi è che questo artiglio fosse usato per difesa dall'animale; la sua forma e dimensione unite al fatto che l'animale non poteva sollevare troppo le zampe la rendono un'ipotesi improbabile; è tuttavia possibile che venisse usato quando l'animale si impennava sulle zampe posteriori per schiacciare l'aggressore con le zampe posteriori, arrecando un ulteriore danno con l'artiglio delle zampe anteriori. Tuttavia notando che tale struttura è presente in tutti i sauropodi conosciuti, è più probabile che venisse usato per scavare alla ricerca di cibo o per costruire i nidi prima di deporre le uova.

### Fisiologia
Nel 1991, il paleontologo James Spotila et al., suggerì che le enormi dimensioni del corpo del Brontosaurus e degli altri sauropodi avrebbe potuto mantenere alti tassi metabolici, in quanto l'animale non sarebbe stato in grado di rilasciare abbastanza calore. Si presume, quindi, che questi animali avessero un sistema respiratorio simile a quello dei rettili. Tuttavia, Wedel afferma che un sistema respiratorio più simile a quello degli uccelli avrebbe permesso di scaricare più calore. A sostegno di tale ipotesi vi è la scoperta di sacche d'aria presenti in alcune vertebre dell'animale collegate direttamente ai polmoni (in maniera simile a quella dei moderni uccelli), che con tutta probabilità alleggerivano l'animale e provvedevano anche a rinfrescarlo.

### Giovani

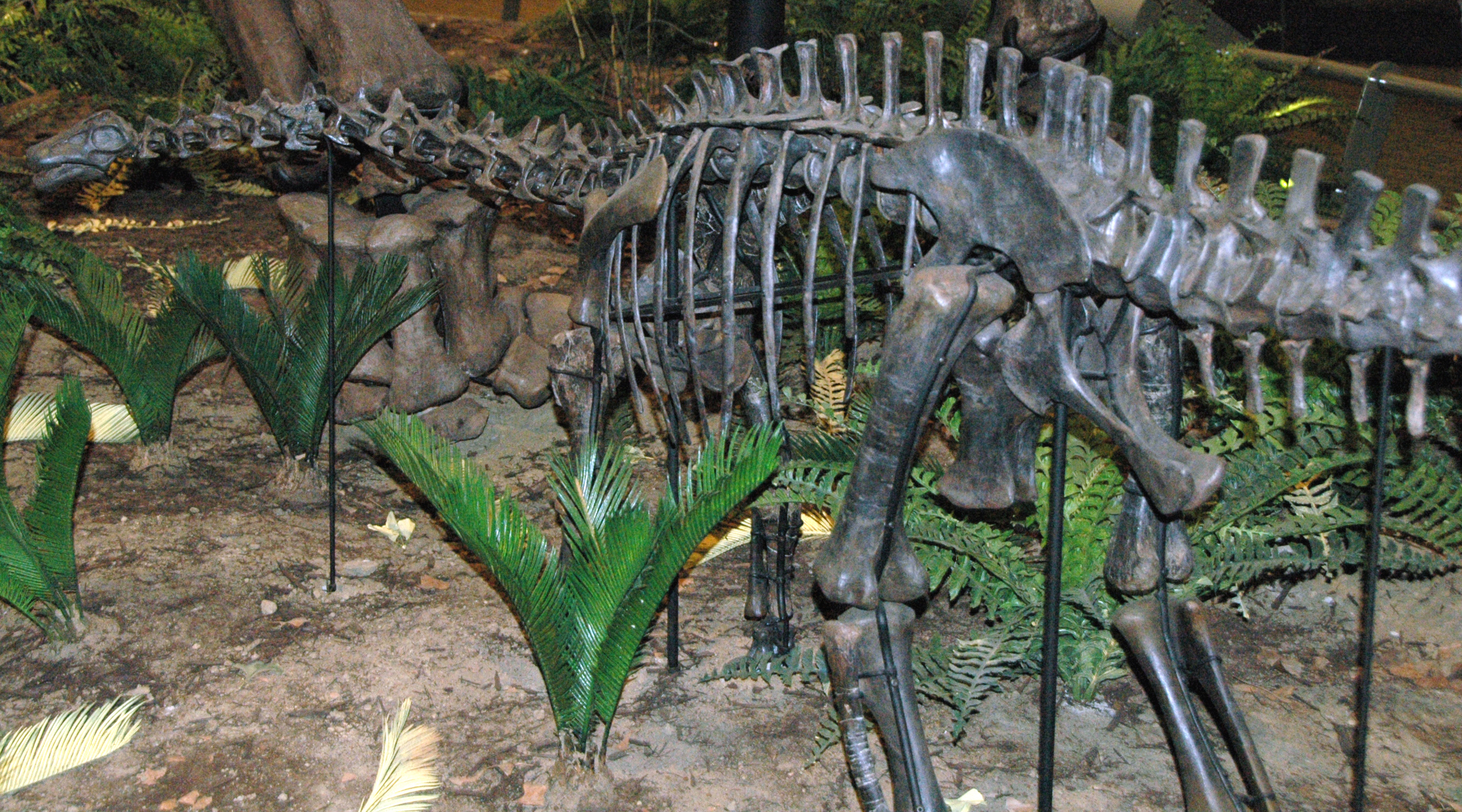
Ricostruzione scheletrica di un esemplare giovane di B. parvus (esemplare CM 566), al Carnegie Museum of Natural History

I cuccioli di Brontosaurus, o in generale di sauropode, sono piuttosto rari. Tuttavia è noto un solo esemplare giovane della specie B. parvus. Il materiale di questo esemplare, CM 566, include alcune vertebre, un osso pelvico e alcune ossa degli arti posteriori. Non è del tutto noto come i sauropodi allevassero i loro piccoli; essendo animali di grande stazza e muovendosi in gruppo non potevano sostare a lungo nello stesso punto quindi non potevano vegliare sulle uova e sui piccoli appena nati. L'ipotesi più accreditata è che questi animali deponessero centinaia di uova in gruppo, per poi abbandonare i nidi, come fanno oggi le tartarughe marine. Quando si schiudevano le uova, i piccoli per istinto correvano a rifugiarsi nel sottobosco, per sfuggire ai predatori, per poi unirsi agli adulti una volta cresciuti o formando un nuovo branco. Questo modello di allevamento dei diplodocidi è stato ricostruito nel documentario della BBC Nel mondo dei Dinosauri.

### Coda
Nel 1997, fu pubblicato un articolo sul numero di novembre della rivista Discover Magazine, dove veniva riportata una ricerca sulle capacità di movimento delle code dei Diplodocidae, ad opera di Nathan Myhrvold, un informatico di Microsoft. Myhrvold effettuò alcune simulazioni al computer per capire quali movimenti poteva effettuare la coda di un diplodocide, come il Brontosaurus. La coda di questi animali era incredibilmente lunga e affusolata, simile ad una frusta. I modelli al computer suggeriscono che i sauropodi erano in grado di produrre un suono di schiocco di frusta di oltre 200 decibel, paragonabile al volume di un cannone.
La comunità scientifica è incerta sull'effettivo uso della coda dei diplodocidi: oggi si pensa che la funzione come arma di difesa non sia più accettabile come ipotesi e che non potesse essere usata come un frusta contro i predatori. Si pensa, invece, che l'uso primario della coda del Brontosaurus fosse quello di bilanciare il lungo collo.

## Paleoecologia

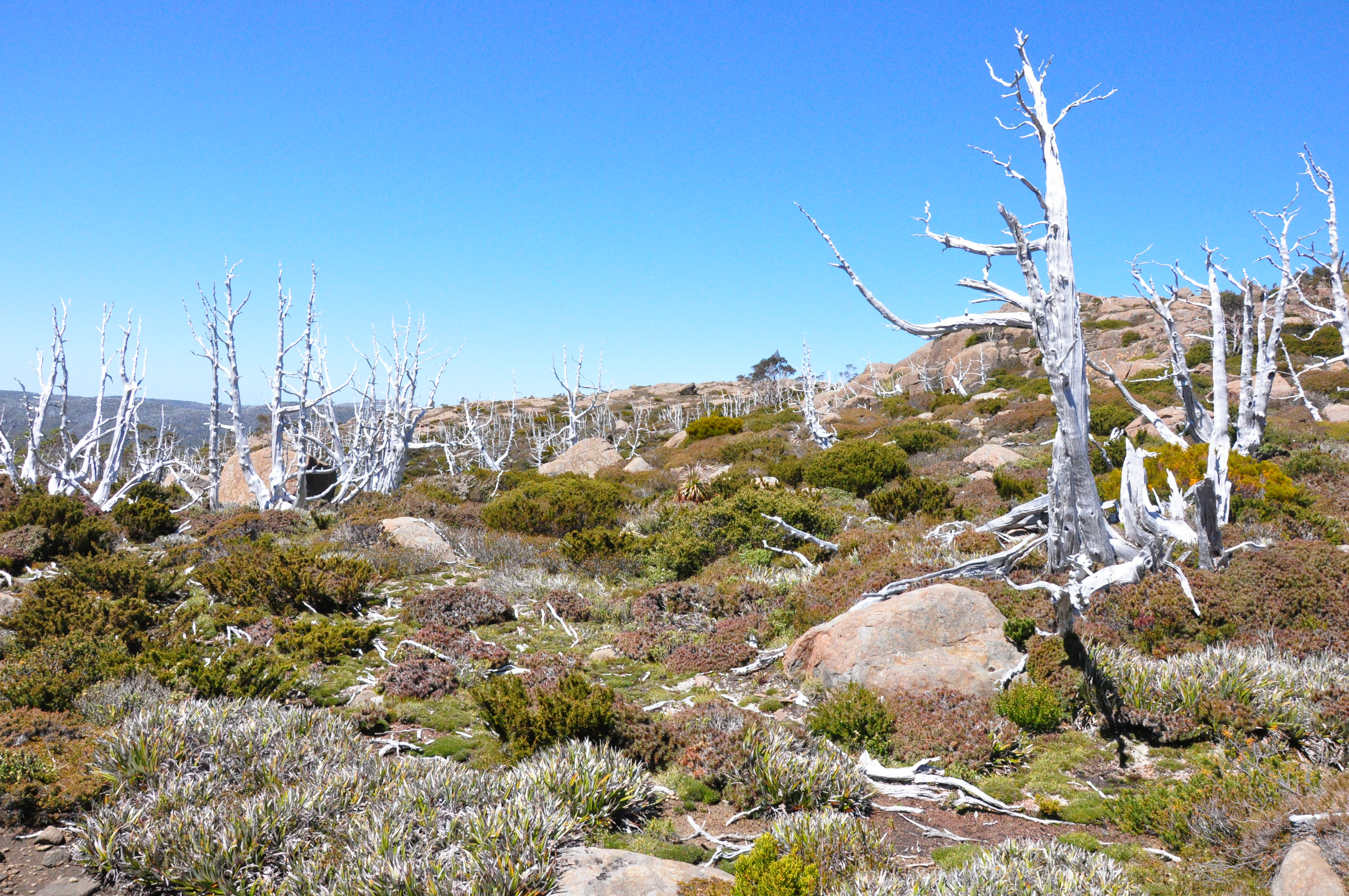
.

Tutti i resti fossili di Brontosaurus, sono stati recuperati nella famosa Formazione Morrison, una formazione geologica che comprende una breve sequenza di superficie marina e una di sedimenti alluvionali che, secondo la datazione radiometrica, è compresa tra 156,3 e i 146,8 milioni di anni fa, il che la colloca dal tardo Oxfordiano, il Kimmeridgiano e l'inizio del Titoniano, durante il periodo Giurassico. L'habitat di questa formazione doveva avere un clima semi-arido con una stagione secca e una umida. Il Bacino Morrison, la zona dove vivevano i dinosauri, si estendeva dal New Mexico, all'Alberta e al Saskatchewan, e si è formata quando i precursori della Front Range delle Montagne Rocciose iniziavano a spingere l'una verso l'altra ad ovest. I depositi dei fiumi che scorrevano lungo queste montagne in formazione hanno creato dei bacini di drenaggio, che hanno poi dato origine a vari torrenti, fiumi, laghi, canali fluviali, pianure paludose e pianure alluvionali. Questa formazione è simile in età e per fauna alla Formazione Lourinha in Portogallo e alla Formazione Tendaguru in Tanzania.
Il Brontosaurus potrebbe essere stato uno dei dinosauri di maggior successo nel suo habitat. Infatti, i resti appartenenti al Brontosaurus coprono un lungo arco di tempo, e sono stati ritrovati in quasi tutti gli strati della formazione. I fossili della specie tipo B. Excelsus sono stati rinvenuti nella parte superiore delle Salt Wash, datate al tardo Kimmeridgiano, circa 154-151 milioni di anni fa. Ulteriori resti sono stati ritrovati in rocce più giovani, ma non sono stati identificati come specie particolari. Altri resti di Brontosaurus sono stati ritrovati in rocce ben più vecchie, datate verso la metà del Kimmeridgiano, e sono stati assegnati alla specie B. parvus. I fossili di questi animali sono stati trovati anche a Nine Mile Quarry e a Bone Cabina Quarry, nel Wyoming e in alcuni siti del Colorado, Oklahoma e Utah.
La Formazione Morrison era un ambiente densamente popolato da diverse specie di animali, e gran parte della fauna erbivora era composta da sauropodi, come il Brontosaurus. L'habitat del Brontosaurus era abitato anche da feroci predatori come i teropodi Ceratosaurus, Ornitholestes, Torvosaurus, Saurophaganax e il famoso e comune Allosaurus. La fauna erbivora comprendeva anche i giganteschi sauropodi Apatosaurus, Brachiosaurus, Camarasaurus e Diplodocus, e gli ornitischi Camptosaurus, Dryosaurus e Stegosaurus. L'Allosaurus era il predatore all'apice della formazione, rappresentando da solo il 70-75% dei resti di teropodi scoperti. Altri vertebrati che abitavano questi luoghi, erano un gran varietà di pesci spinati, rane, salamandre, tartarughe, rhynchocephalia, lucertole, crocodylomorphi terrestri e acquatici e diverse specie di pterosauri. Nei fiumi erano presenti una gran varietà di conchiglie bivalve e lumache d'acqua. La flora di quell'habitat era composta prevalentemente da alghe verdi, funghi, muschi, equisetum, cycadi, ginkgo e le diverse famiglie di conifere. L'ambiente variava in base alla disponibilità di acqua: lungo i fiumi si addensavano grandi foreste con pavimenti di felci arboree e felci, mentre nell'entroterra dominavano le savane con radi alberi di Araucaria e le conifere Brachyphyllum.

## Nella cultura di massa

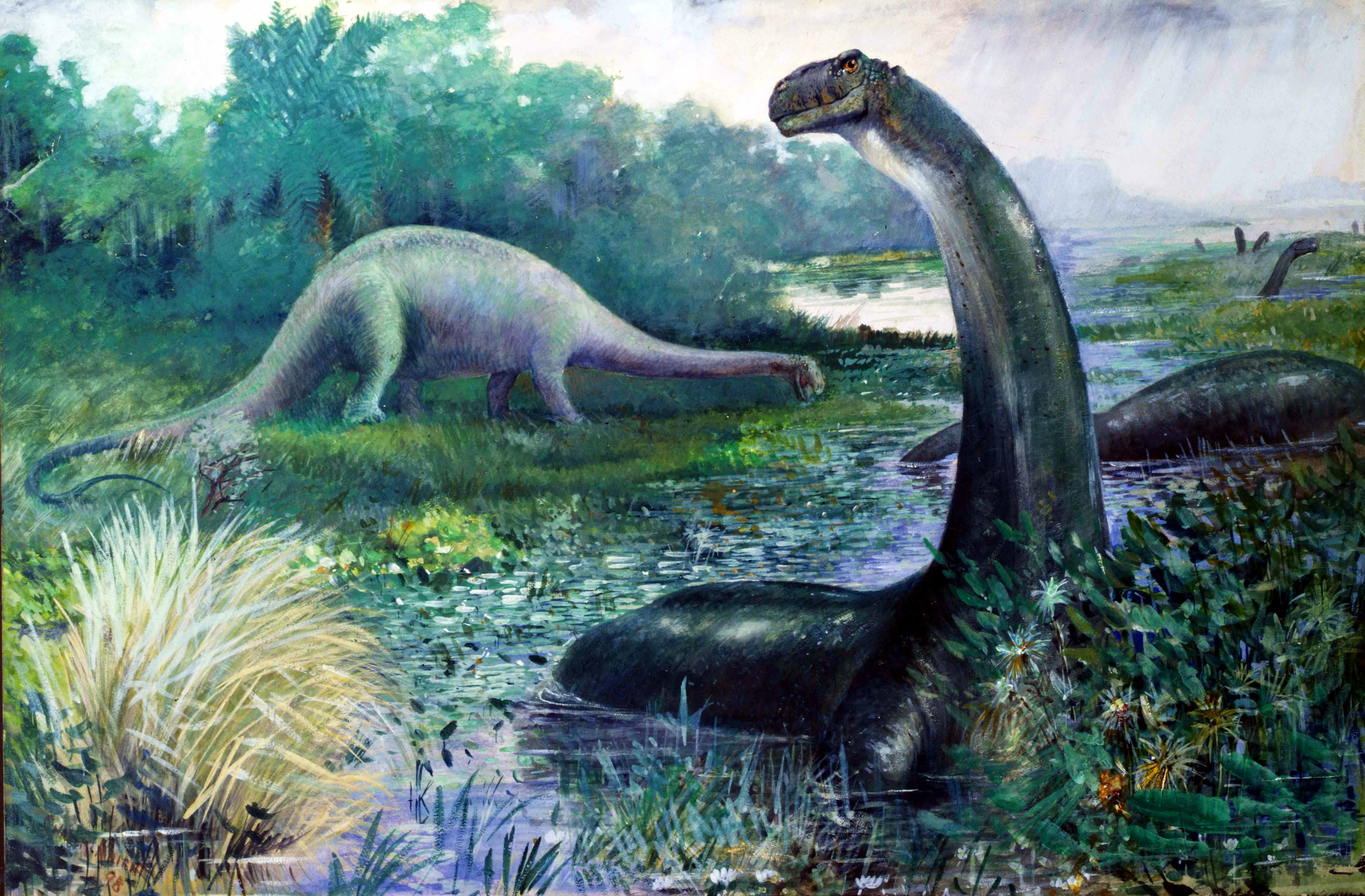
Obsoleta ricostruzione del 1897, di Charles R. Knight di un Brontosaurus con stile di vita acquatico, e un Diplodocus che trascina la coda

Nel lasso di tempo che impiegò Riggs fino al 1903, per classificare Brontosaurus come sinonimo di Apatosaurus ed esporre al pubblico tale scoperta, ha permesso invece ad Osborn di far diventare il Brontosaurus uno dei dinosauri più famosi al mondo, e nonostante in paleontologia il genere non esistesse, la popolazione mondiale era ormai abituata al termine Brontosaurus e cominciò ad usarlo anche per indicare qualunque dinosauro dal collo lungo. Infatti, il nome "brontosauro" appare spesso anche come sinonimo di dinosauro stesso. Fu così che il celebre Brontosaurus venne raffigurato in vari film, a cominciare da quello di Winsor McCay Gertie the Dinosaur nel 1914, uno dei primi film d'animazione. McCay basò il suo dinosauro animato sullo scheletro di apatosaurine dell'American Museum of Natural History. Il film muto del 1925 The Lost World, fu caratterizzato proprio dalla battaglia tra un Brontosaurus e un Allosaurus, utilizzando gli effetti speciali di Willis O'Brien. Il Brontosaurus fu anche il protagonista del film per bambini del 1985, Baby: il segreto della leggenda perduta. Questi e altri usi dell'animale come principale rappresentante del gruppo, hanno contribuito a far sì che il Brontosaurus diventasse lo stereotipo del dinosauro per eccellenza, gareggiando in fama persino col famoso Tyrannosaurus rex.
Il Brontosaurus venne addirittura utilizzato come mascotte dalla Sinclair Oil Corporation, che ha appunto come simbolo un brontosauro verde, il cui logo viene sfoggiato per le strade americane. All'inizio la pubblicità della Sinclair comprendeva una serie di diversi dinosauri, alla fine solo il Brontosauro fu utilizzato per rappresentare la compagnia, grazie al suo fascino popolare.
Nel 1989, la società paleontologica fece causa alla US Postal Service, che aveva sollevato polemiche per aver pubblicato dei francobolli raffiguranti dei "dinosauri": un Tyrannosaurus, uno Stegosaurus, un Pteranodon e un Brontosaurus. L'uso del termine Brontosaurus al posto di Apatosaurus portò la società paleontologica a denunciare il servizio postale per "diffamazione scientifica". Il servizio postale si difese affermando di aver scelto il nome Brontosauro poiché più famoso e più familiare al pubblico. L'azienda postale inoltre si difese affermando che le accuse erano poco coerenti e che il termine "dinosauro" era stato usato genericamente, in quanto per dinosauro era stato spacciato anche il Pteranodon (che è un pterosauro). Su tale argomento il paleontologo Stephen Jay Gould scrisse un libro chiamato Bully for Brontosaurus. Nonostante ciò la gente continuerà erroneamente ad utilizzare il nome Brontosauro per indicare genericamente i sauropodi e i dinosauri in generale.
Vista l'affezione dei fan dei dinosauri per il nome Brontosauro, sono molte le denunce dei paleontologi che vengono respinte anche dagli stessi appassionati di dinosauri che non vogliono veder scomparire il nome che tanto rappresenta il dinosauro. Non è inaspettato, quindi, che lo studio di Tschopp, che ha apparentemente "rivendicato" l'uso popolare del nome, abbia generato un numero molto elevato di risposte negative. Il ritorno del nome Brontosaurus come genere e specie a sé stante sembra aver finalmente placato gli animi, anche se il termine è tuttora usato per indicare genericamente un gigantesco dinosauro dal collo lungo con zampe di elefante e la coda lunga.
Nel fumetto della DC Comics Jurassic League, ambientato in un universo parallelo preistorico dove appaiono molti celebri personaggi dell'Universo DC reinterpretati come dinosauri e altri animali preistorici antropomorfi, il mostruoso clone di Superman Bizarro appare con l'aspetto di un Brontosaurus antropomorfo dall'aspetto deforme.